# Ligue Europa 2016-2017
Navigation
Édition précédente Édition suivante
La Ligue Europa 2016-2017 est la quarante-sixième édition de la seconde plus prestigieuse coupe européenne des clubs européens, la septième sous le nom de Ligue Europa. Créée par l'UEFA, les éliminatoires de la compétition sont ouverts aux clubs de football des associations membres de l'UEFA, qualifiés en fonction de leurs bons résultats en championnat ou coupe nationale.
Le vainqueur de la Ligue Europa se qualifie pour la Supercoupe de l'UEFA 2017 ainsi que pour la Ligue des champions 2017-2018. 
La finale s'est tenue le 24 mai 2017 au Friends Arena de Solna, en Suède et a vu la victoire de Manchester United sur l'Ajax Amsterdam sur le score de 2-0.

## Participants

### Changements
Il n'y a plus de places attribuées pour les vainqueurs du prix du fair play UEFA.

### Nombre de places par association
- Les associations aux places 1 à 51 du classement UEFA 2015 ont 3 clubs qualifiés – à l'exception de celle du Liechtenstein avec un seul club qualifié
- Les associations aux places 52 à 53 ont 2 clubs qualifiés
- L'association à la place 54 et le Liechtenstein ont 1 club qualifié
- 33 équipes éliminées de la Ligue des champions 2016-2017 sont repêchées dans cette compétition.

### Règles de distribution des places par association nationale
Les places attribuées par association nationale vont par ordre de priorité :
- à l'équipe vainqueur de la coupe nationale ;
- aux équipes les mieux classées dans les championnats nationaux et non qualifiées en Ligue des champions ;
- à l'équipe vainqueur de la coupe de la Ligue (Angleterre et France).

Cet ordre de priorité détermine le tour préliminaire d'entrée le plus tardif en qualifications et pour la phase de groupes de la Ligue Europa. Les vainqueurs des coupes nationales des associations classées aux douze premières places du classement UEFA, le quatrième du championnat des associations classées quatrième et le cinquième du championnat des associations 1 à 3 sont directement qualifiés pour la phase de groupes.

### Clubs participants
| Seizièmes de finale | Seizièmes de finale | Seizièmes de finale | Seizièmes de finale | Seizièmes de finale | Seizièmes de finale | Seizièmes de finale | Seizièmes de finale | Seizièmes de finale | Seizièmes de finale | Seizièmes de finale | Seizièmes de finale | Seizièmes de finale | Seizièmes de finale | Seizièmes de finale | Seizièmes de finale |
| --- | --- | --- | --- | --- | --- | --- | --- | --- | --- | --- | --- | --- | --- | --- | --- |
| - 4 « meilleurs troisièmes » repêchés de la phase de groupes de la Ligue des champions : - FC Copenhague (24.720) - Olympique lyonnais (63.049) - Tottenham Hotspur (74.256) - Beşiktaş JK (34.920) | - 4 « meilleurs troisièmes » repêchés de la phase de groupes de la Ligue des champions : - FC Copenhague (24.720) - Olympique lyonnais (63.049) - Tottenham Hotspur (74.256) - Beşiktaş JK (34.920) | - 4 « meilleurs troisièmes » repêchés de la phase de groupes de la Ligue des champions : - FC Copenhague (24.720) - Olympique lyonnais (63.049) - Tottenham Hotspur (74.256) - Beşiktaş JK (34.920) | - 4 « meilleurs troisièmes » repêchés de la phase de groupes de la Ligue des champions : - FC Copenhague (24.720) - Olympique lyonnais (63.049) - Tottenham Hotspur (74.256) - Beşiktaş JK (34.920) | - 4 « meilleurs troisièmes » repêchés de la phase de groupes de la Ligue des champions : - FC Copenhague (24.720) - Olympique lyonnais (63.049) - Tottenham Hotspur (74.256) - Beşiktaş JK (34.920) | - 4 « meilleurs troisièmes » repêchés de la phase de groupes de la Ligue des champions : - FC Copenhague (24.720) - Olympique lyonnais (63.049) - Tottenham Hotspur (74.256) - Beşiktaş JK (34.920) | - 4 « meilleurs troisièmes » repêchés de la phase de groupes de la Ligue des champions : - FC Copenhague (24.720) - Olympique lyonnais (63.049) - Tottenham Hotspur (74.256) - Beşiktaş JK (34.920) | - 4 « meilleurs troisièmes » repêchés de la phase de groupes de la Ligue des champions : - FC Copenhague (24.720) - Olympique lyonnais (63.049) - Tottenham Hotspur (74.256) - Beşiktaş JK (34.920) | - 4 « moins bons troisièmes » repêchés de la phase de groupes de la Ligue des champions : - FK Rostov (11.716) - Borussia Mönchengladbach (42.035) - Legia Varsovie (28.000) - Ludogorets Razgrad (25.625) | - 4 « moins bons troisièmes » repêchés de la phase de groupes de la Ligue des champions : - FK Rostov (11.716) - Borussia Mönchengladbach (42.035) - Legia Varsovie (28.000) - Ludogorets Razgrad (25.625) | - 4 « moins bons troisièmes » repêchés de la phase de groupes de la Ligue des champions : - FK Rostov (11.716) - Borussia Mönchengladbach (42.035) - Legia Varsovie (28.000) - Ludogorets Razgrad (25.625) | - 4 « moins bons troisièmes » repêchés de la phase de groupes de la Ligue des champions : - FK Rostov (11.716) - Borussia Mönchengladbach (42.035) - Legia Varsovie (28.000) - Ludogorets Razgrad (25.625) | - 4 « moins bons troisièmes » repêchés de la phase de groupes de la Ligue des champions : - FK Rostov (11.716) - Borussia Mönchengladbach (42.035) - Legia Varsovie (28.000) - Ludogorets Razgrad (25.625) | - 4 « moins bons troisièmes » repêchés de la phase de groupes de la Ligue des champions : - FK Rostov (11.716) - Borussia Mönchengladbach (42.035) - Legia Varsovie (28.000) - Ludogorets Razgrad (25.625) | - 4 « moins bons troisièmes » repêchés de la phase de groupes de la Ligue des champions : - FK Rostov (11.716) - Borussia Mönchengladbach (42.035) - Legia Varsovie (28.000) - Ludogorets Razgrad (25.625) | - 4 « moins bons troisièmes » repêchés de la phase de groupes de la Ligue des champions : - FK Rostov (11.716) - Borussia Mönchengladbach (42.035) - Legia Varsovie (28.000) - Ludogorets Razgrad (25.625) |
| Phase de groupes | | | | | | | | | | | | | | | |
| - Athletic Bilbao (75.028) 5e d'Espagne en 2015-2016 - Celta Vigo (21.142) 6e d'Espagne en 2015-2016 - Manchester United (82.256) Vainqueur de la Coupe d'Angleterre 2015-2016 - Southampton FC (16.756) 6e d'Angleterre en 2015-2016 - Schalke 04 (96.035) 5e d'Allemagne en 2015-2016 - FSV Mayence (18.035) 6e d'Allemagne en 2015-2016 - Inter Milan (58.087) 4e d'Italie en 2015-2016 - ACF Fiorentina (57.087) 5e d'Italie en 2015-2016 - Sporting Braga (43.116) Vainqueur de la Coupe du Portugal 2015-2016 - OGC Nice (12.049) 4e de France en 2015-2016 - Zénith Saint-Pétersbourg (93.216) Vainqueur de la Coupe de Russie 2015-2016 - Zorya Louhansk (11.976) 4e d'Ukraine en 2015-2016 - Feyenoord Rotterdam (19.112) Vainqueur de la Coupe des Pays-Bas 2015-2016 - Standard de Liège (27.500) Vainqueur de la Coupe de Belgique 2015-2016 - FC Zurich (17.755) Vainqueur de la Coupe de Suisse 2015-2016 - Konyaspor (6.920) 3e de Turquie en 2015-2016 | - Athletic Bilbao (75.028) 5e d'Espagne en 2015-2016 - Celta Vigo (21.142) 6e d'Espagne en 2015-2016 - Manchester United (82.256) Vainqueur de la Coupe d'Angleterre 2015-2016 - Southampton FC (16.756) 6e d'Angleterre en 2015-2016 - Schalke 04 (96.035) 5e d'Allemagne en 2015-2016 - FSV Mayence (18.035) 6e d'Allemagne en 2015-2016 - Inter Milan (58.087) 4e d'Italie en 2015-2016 - ACF Fiorentina (57.087) 5e d'Italie en 2015-2016 - Sporting Braga (43.116) Vainqueur de la Coupe du Portugal 2015-2016 - OGC Nice (12.049) 4e de France en 2015-2016 - Zénith Saint-Pétersbourg (93.216) Vainqueur de la Coupe de Russie 2015-2016 - Zorya Louhansk (11.976) 4e d'Ukraine en 2015-2016 - Feyenoord Rotterdam (19.112) Vainqueur de la Coupe des Pays-Bas 2015-2016 - Standard de Liège (27.500) Vainqueur de la Coupe de Belgique 2015-2016 - FC Zurich (17.755) Vainqueur de la Coupe de Suisse 2015-2016 - Konyaspor (6.920) 3e de Turquie en 2015-2016 | - Athletic Bilbao (75.028) 5e d'Espagne en 2015-2016 - Celta Vigo (21.142) 6e d'Espagne en 2015-2016 - Manchester United (82.256) Vainqueur de la Coupe d'Angleterre 2015-2016 - Southampton FC (16.756) 6e d'Angleterre en 2015-2016 - Schalke 04 (96.035) 5e d'Allemagne en 2015-2016 - FSV Mayence (18.035) 6e d'Allemagne en 2015-2016 - Inter Milan (58.087) 4e d'Italie en 2015-2016 - ACF Fiorentina (57.087) 5e d'Italie en 2015-2016 - Sporting Braga (43.116) Vainqueur de la Coupe du Portugal 2015-2016 - OGC Nice (12.049) 4e de France en 2015-2016 - Zénith Saint-Pétersbourg (93.216) Vainqueur de la Coupe de Russie 2015-2016 - Zorya Louhansk (11.976) 4e d'Ukraine en 2015-2016 - Feyenoord Rotterdam (19.112) Vainqueur de la Coupe des Pays-Bas 2015-2016 - Standard de Liège (27.500) Vainqueur de la Coupe de Belgique 2015-2016 - FC Zurich (17.755) Vainqueur de la Coupe de Suisse 2015-2016 - Konyaspor (6.920) 3e de Turquie en 2015-2016 | - Athletic Bilbao (75.028) 5e d'Espagne en 2015-2016 - Celta Vigo (21.142) 6e d'Espagne en 2015-2016 - Manchester United (82.256) Vainqueur de la Coupe d'Angleterre 2015-2016 - Southampton FC (16.756) 6e d'Angleterre en 2015-2016 - Schalke 04 (96.035) 5e d'Allemagne en 2015-2016 - FSV Mayence (18.035) 6e d'Allemagne en 2015-2016 - Inter Milan (58.087) 4e d'Italie en 2015-2016 - ACF Fiorentina (57.087) 5e d'Italie en 2015-2016 - Sporting Braga (43.116) Vainqueur de la Coupe du Portugal 2015-2016 - OGC Nice (12.049) 4e de France en 2015-2016 - Zénith Saint-Pétersbourg (93.216) Vainqueur de la Coupe de Russie 2015-2016 - Zorya Louhansk (11.976) 4e d'Ukraine en 2015-2016 - Feyenoord Rotterdam (19.112) Vainqueur de la Coupe des Pays-Bas 2015-2016 - Standard de Liège (27.500) Vainqueur de la Coupe de Belgique 2015-2016 - FC Zurich (17.755) Vainqueur de la Coupe de Suisse 2015-2016 - Konyaspor (6.920) 3e de Turquie en 2015-2016 | - Athletic Bilbao (75.028) 5e d'Espagne en 2015-2016 - Celta Vigo (21.142) 6e d'Espagne en 2015-2016 - Manchester United (82.256) Vainqueur de la Coupe d'Angleterre 2015-2016 - Southampton FC (16.756) 6e d'Angleterre en 2015-2016 - Schalke 04 (96.035) 5e d'Allemagne en 2015-2016 - FSV Mayence (18.035) 6e d'Allemagne en 2015-2016 - Inter Milan (58.087) 4e d'Italie en 2015-2016 - ACF Fiorentina (57.087) 5e d'Italie en 2015-2016 - Sporting Braga (43.116) Vainqueur de la Coupe du Portugal 2015-2016 - OGC Nice (12.049) 4e de France en 2015-2016 - Zénith Saint-Pétersbourg (93.216) Vainqueur de la Coupe de Russie 2015-2016 - Zorya Louhansk (11.976) 4e d'Ukraine en 2015-2016 - Feyenoord Rotterdam (19.112) Vainqueur de la Coupe des Pays-Bas 2015-2016 - Standard de Liège (27.500) Vainqueur de la Coupe de Belgique 2015-2016 - FC Zurich (17.755) Vainqueur de la Coupe de Suisse 2015-2016 - Konyaspor (6.920) 3e de Turquie en 2015-2016 | - Athletic Bilbao (75.028) 5e d'Espagne en 2015-2016 - Celta Vigo (21.142) 6e d'Espagne en 2015-2016 - Manchester United (82.256) Vainqueur de la Coupe d'Angleterre 2015-2016 - Southampton FC (16.756) 6e d'Angleterre en 2015-2016 - Schalke 04 (96.035) 5e d'Allemagne en 2015-2016 - FSV Mayence (18.035) 6e d'Allemagne en 2015-2016 - Inter Milan (58.087) 4e d'Italie en 2015-2016 - ACF Fiorentina (57.087) 5e d'Italie en 2015-2016 - Sporting Braga (43.116) Vainqueur de la Coupe du Portugal 2015-2016 - OGC Nice (12.049) 4e de France en 2015-2016 - Zénith Saint-Pétersbourg (93.216) Vainqueur de la Coupe de Russie 2015-2016 - Zorya Louhansk (11.976) 4e d'Ukraine en 2015-2016 - Feyenoord Rotterdam (19.112) Vainqueur de la Coupe des Pays-Bas 2015-2016 - Standard de Liège (27.500) Vainqueur de la Coupe de Belgique 2015-2016 - FC Zurich (17.755) Vainqueur de la Coupe de Suisse 2015-2016 - Konyaspor (6.920) 3e de Turquie en 2015-2016 | - Athletic Bilbao (75.028) 5e d'Espagne en 2015-2016 - Celta Vigo (21.142) 6e d'Espagne en 2015-2016 - Manchester United (82.256) Vainqueur de la Coupe d'Angleterre 2015-2016 - Southampton FC (16.756) 6e d'Angleterre en 2015-2016 - Schalke 04 (96.035) 5e d'Allemagne en 2015-2016 - FSV Mayence (18.035) 6e d'Allemagne en 2015-2016 - Inter Milan (58.087) 4e d'Italie en 2015-2016 - ACF Fiorentina (57.087) 5e d'Italie en 2015-2016 - Sporting Braga (43.116) Vainqueur de la Coupe du Portugal 2015-2016 - OGC Nice (12.049) 4e de France en 2015-2016 - Zénith Saint-Pétersbourg (93.216) Vainqueur de la Coupe de Russie 2015-2016 - Zorya Louhansk (11.976) 4e d'Ukraine en 2015-2016 - Feyenoord Rotterdam (19.112) Vainqueur de la Coupe des Pays-Bas 2015-2016 - Standard de Liège (27.500) Vainqueur de la Coupe de Belgique 2015-2016 - FC Zurich (17.755) Vainqueur de la Coupe de Suisse 2015-2016 - Konyaspor (6.920) 3e de Turquie en 2015-2016 | - Athletic Bilbao (75.028) 5e d'Espagne en 2015-2016 - Celta Vigo (21.142) 6e d'Espagne en 2015-2016 - Manchester United (82.256) Vainqueur de la Coupe d'Angleterre 2015-2016 - Southampton FC (16.756) 6e d'Angleterre en 2015-2016 - Schalke 04 (96.035) 5e d'Allemagne en 2015-2016 - FSV Mayence (18.035) 6e d'Allemagne en 2015-2016 - Inter Milan (58.087) 4e d'Italie en 2015-2016 - ACF Fiorentina (57.087) 5e d'Italie en 2015-2016 - Sporting Braga (43.116) Vainqueur de la Coupe du Portugal 2015-2016 - OGC Nice (12.049) 4e de France en 2015-2016 - Zénith Saint-Pétersbourg (93.216) Vainqueur de la Coupe de Russie 2015-2016 - Zorya Louhansk (11.976) 4e d'Ukraine en 2015-2016 - Feyenoord Rotterdam (19.112) Vainqueur de la Coupe des Pays-Bas 2015-2016 - Standard de Liège (27.500) Vainqueur de la Coupe de Belgique 2015-2016 - FC Zurich (17.755) Vainqueur de la Coupe de Suisse 2015-2016 - Konyaspor (6.920) 3e de Turquie en 2015-2016 | - 5 champions repêchés des barrages de la Ligue des champions : - Viktoria Plzeň (44.585) - RB Salzbourg (42.500) - APOEL Nicosie (35.935) - Hapoël Beer-Sheva (4.725) - Dundalk FC (2.590) - 5 non-champions repêchés des barrages de la Ligue des champions : - Villarreal CF (60.142) - Ajax Amsterdam (58.112) - AS Rome (41.587) - Steaua Bucarest (36.576) - BSC Young Boys (24.755) | - 5 champions repêchés des barrages de la Ligue des champions : - Viktoria Plzeň (44.585) - RB Salzbourg (42.500) - APOEL Nicosie (35.935) - Hapoël Beer-Sheva (4.725) - Dundalk FC (2.590) - 5 non-champions repêchés des barrages de la Ligue des champions : - Villarreal CF (60.142) - Ajax Amsterdam (58.112) - AS Rome (41.587) - Steaua Bucarest (36.576) - BSC Young Boys (24.755) | - 5 champions repêchés des barrages de la Ligue des champions : - Viktoria Plzeň (44.585) - RB Salzbourg (42.500) - APOEL Nicosie (35.935) - Hapoël Beer-Sheva (4.725) - Dundalk FC (2.590) - 5 non-champions repêchés des barrages de la Ligue des champions : - Villarreal CF (60.142) - Ajax Amsterdam (58.112) - AS Rome (41.587) - Steaua Bucarest (36.576) - BSC Young Boys (24.755) | - 5 champions repêchés des barrages de la Ligue des champions : - Viktoria Plzeň (44.585) - RB Salzbourg (42.500) - APOEL Nicosie (35.935) - Hapoël Beer-Sheva (4.725) - Dundalk FC (2.590) - 5 non-champions repêchés des barrages de la Ligue des champions : - Villarreal CF (60.142) - Ajax Amsterdam (58.112) - AS Rome (41.587) - Steaua Bucarest (36.576) - BSC Young Boys (24.755) | - 5 champions repêchés des barrages de la Ligue des champions : - Viktoria Plzeň (44.585) - RB Salzbourg (42.500) - APOEL Nicosie (35.935) - Hapoël Beer-Sheva (4.725) - Dundalk FC (2.590) - 5 non-champions repêchés des barrages de la Ligue des champions : - Villarreal CF (60.142) - Ajax Amsterdam (58.112) - AS Rome (41.587) - Steaua Bucarest (36.576) - BSC Young Boys (24.755) | - 5 champions repêchés des barrages de la Ligue des champions : - Viktoria Plzeň (44.585) - RB Salzbourg (42.500) - APOEL Nicosie (35.935) - Hapoël Beer-Sheva (4.725) - Dundalk FC (2.590) - 5 non-champions repêchés des barrages de la Ligue des champions : - Villarreal CF (60.142) - Ajax Amsterdam (58.112) - AS Rome (41.587) - Steaua Bucarest (36.576) - BSC Young Boys (24.755) | - 5 champions repêchés des barrages de la Ligue des champions : - Viktoria Plzeň (44.585) - RB Salzbourg (42.500) - APOEL Nicosie (35.935) - Hapoël Beer-Sheva (4.725) - Dundalk FC (2.590) - 5 non-champions repêchés des barrages de la Ligue des champions : - Villarreal CF (60.142) - Ajax Amsterdam (58.112) - AS Rome (41.587) - Steaua Bucarest (36.576) - BSC Young Boys (24.755) | - 5 champions repêchés des barrages de la Ligue des champions : - Viktoria Plzeň (44.585) - RB Salzbourg (42.500) - APOEL Nicosie (35.935) - Hapoël Beer-Sheva (4.725) - Dundalk FC (2.590) - 5 non-champions repêchés des barrages de la Ligue des champions : - Villarreal CF (60.142) - Ajax Amsterdam (58.112) - AS Rome (41.587) - Steaua Bucarest (36.576) - BSC Young Boys (24.755) |
| Barrages | | | | | | | | | | | | | | | |
| - 10 champions repêchés du 3e tour de qualification de la Ligue des champions : - Olympiakos (70.940) Champion de Grèce en 2015-2016 - BATE Borisov (34.000) Champion de Biélorussie en 2015 - Qarabağ FK (13.475) Champion d'Azerbaïdjan en 2015-2016 - Rosenborg BK (12.850) Champion de Norvège en 2015 - FK Astana (12.575) Champion du Kazakhstan en 2015 - Astra Giurgiu (11.076) Champion de Roumanie en 2015-2016 - Étoile rouge de Belgrade (7.175) Champion de Serbie en 2015-2016 - Dinamo Tbilissi (5.875) Champion de Géorgie en 2015-2016 - FK AS Trenčín (5.400) Champion de Slovaquie en 2015-2016 - FK Partizani Tirana (1.575) 2e d'Albanie en 2015-2016 | - 10 champions repêchés du 3e tour de qualification de la Ligue des champions : - Olympiakos (70.940) Champion de Grèce en 2015-2016 - BATE Borisov (34.000) Champion de Biélorussie en 2015 - Qarabağ FK (13.475) Champion d'Azerbaïdjan en 2015-2016 - Rosenborg BK (12.850) Champion de Norvège en 2015 - FK Astana (12.575) Champion du Kazakhstan en 2015 - Astra Giurgiu (11.076) Champion de Roumanie en 2015-2016 - Étoile rouge de Belgrade (7.175) Champion de Serbie en 2015-2016 - Dinamo Tbilissi (5.875) Champion de Géorgie en 2015-2016 - FK AS Trenčín (5.400) Champion de Slovaquie en 2015-2016 - FK Partizani Tirana (1.575) 2e d'Albanie en 2015-2016 | - 10 champions repêchés du 3e tour de qualification de la Ligue des champions : - Olympiakos (70.940) Champion de Grèce en 2015-2016 - BATE Borisov (34.000) Champion de Biélorussie en 2015 - Qarabağ FK (13.475) Champion d'Azerbaïdjan en 2015-2016 - Rosenborg BK (12.850) Champion de Norvège en 2015 - FK Astana (12.575) Champion du Kazakhstan en 2015 - Astra Giurgiu (11.076) Champion de Roumanie en 2015-2016 - Étoile rouge de Belgrade (7.175) Champion de Serbie en 2015-2016 - Dinamo Tbilissi (5.875) Champion de Géorgie en 2015-2016 - FK AS Trenčín (5.400) Champion de Slovaquie en 2015-2016 - FK Partizani Tirana (1.575) 2e d'Albanie en 2015-2016 | - 10 champions repêchés du 3e tour de qualification de la Ligue des champions : - Olympiakos (70.940) Champion de Grèce en 2015-2016 - BATE Borisov (34.000) Champion de Biélorussie en 2015 - Qarabağ FK (13.475) Champion d'Azerbaïdjan en 2015-2016 - Rosenborg BK (12.850) Champion de Norvège en 2015 - FK Astana (12.575) Champion du Kazakhstan en 2015 - Astra Giurgiu (11.076) Champion de Roumanie en 2015-2016 - Étoile rouge de Belgrade (7.175) Champion de Serbie en 2015-2016 - Dinamo Tbilissi (5.875) Champion de Géorgie en 2015-2016 - FK AS Trenčín (5.400) Champion de Slovaquie en 2015-2016 - FK Partizani Tirana (1.575) 2e d'Albanie en 2015-2016 | - 10 champions repêchés du 3e tour de qualification de la Ligue des champions : - Olympiakos (70.940) Champion de Grèce en 2015-2016 - BATE Borisov (34.000) Champion de Biélorussie en 2015 - Qarabağ FK (13.475) Champion d'Azerbaïdjan en 2015-2016 - Rosenborg BK (12.850) Champion de Norvège en 2015 - FK Astana (12.575) Champion du Kazakhstan en 2015 - Astra Giurgiu (11.076) Champion de Roumanie en 2015-2016 - Étoile rouge de Belgrade (7.175) Champion de Serbie en 2015-2016 - Dinamo Tbilissi (5.875) Champion de Géorgie en 2015-2016 - FK AS Trenčín (5.400) Champion de Slovaquie en 2015-2016 - FK Partizani Tirana (1.575) 2e d'Albanie en 2015-2016 | - 10 champions repêchés du 3e tour de qualification de la Ligue des champions : - Olympiakos (70.940) Champion de Grèce en 2015-2016 - BATE Borisov (34.000) Champion de Biélorussie en 2015 - Qarabağ FK (13.475) Champion d'Azerbaïdjan en 2015-2016 - Rosenborg BK (12.850) Champion de Norvège en 2015 - FK Astana (12.575) Champion du Kazakhstan en 2015 - Astra Giurgiu (11.076) Champion de Roumanie en 2015-2016 - Étoile rouge de Belgrade (7.175) Champion de Serbie en 2015-2016 - Dinamo Tbilissi (5.875) Champion de Géorgie en 2015-2016 - FK AS Trenčín (5.400) Champion de Slovaquie en 2015-2016 - FK Partizani Tirana (1.575) 2e d'Albanie en 2015-2016 | - 10 champions repêchés du 3e tour de qualification de la Ligue des champions : - Olympiakos (70.940) Champion de Grèce en 2015-2016 - BATE Borisov (34.000) Champion de Biélorussie en 2015 - Qarabağ FK (13.475) Champion d'Azerbaïdjan en 2015-2016 - Rosenborg BK (12.850) Champion de Norvège en 2015 - FK Astana (12.575) Champion du Kazakhstan en 2015 - Astra Giurgiu (11.076) Champion de Roumanie en 2015-2016 - Étoile rouge de Belgrade (7.175) Champion de Serbie en 2015-2016 - Dinamo Tbilissi (5.875) Champion de Géorgie en 2015-2016 - FK AS Trenčín (5.400) Champion de Slovaquie en 2015-2016 - FK Partizani Tirana (1.575) 2e d'Albanie en 2015-2016 | - 10 champions repêchés du 3e tour de qualification de la Ligue des champions : - Olympiakos (70.940) Champion de Grèce en 2015-2016 - BATE Borisov (34.000) Champion de Biélorussie en 2015 - Qarabağ FK (13.475) Champion d'Azerbaïdjan en 2015-2016 - Rosenborg BK (12.850) Champion de Norvège en 2015 - FK Astana (12.575) Champion du Kazakhstan en 2015 - Astra Giurgiu (11.076) Champion de Roumanie en 2015-2016 - Étoile rouge de Belgrade (7.175) Champion de Serbie en 2015-2016 - Dinamo Tbilissi (5.875) Champion de Géorgie en 2015-2016 - FK AS Trenčín (5.400) Champion de Slovaquie en 2015-2016 - FK Partizani Tirana (1.575) 2e d'Albanie en 2015-2016 | - 5 non-champions repêchés du 3e tour de qualification de la Ligue des champions : - Chakhtar Donetsk (81.976) 2e d'Ukraine en 2015-2016 - RSC Anderlecht (54.000) 2e de Belgique en 2015-2016 - Fenerbahçe SK (40.920) 2e de Turquie en 2015-2016 - Sparta Prague (40.585) 2e de République tchèque en 2015-2016 - PAOK Salonique (37.440) 2e de Grèce en 2015-2016 | - 5 non-champions repêchés du 3e tour de qualification de la Ligue des champions : - Chakhtar Donetsk (81.976) 2e d'Ukraine en 2015-2016 - RSC Anderlecht (54.000) 2e de Belgique en 2015-2016 - Fenerbahçe SK (40.920) 2e de Turquie en 2015-2016 - Sparta Prague (40.585) 2e de République tchèque en 2015-2016 - PAOK Salonique (37.440) 2e de Grèce en 2015-2016 | - 5 non-champions repêchés du 3e tour de qualification de la Ligue des champions : - Chakhtar Donetsk (81.976) 2e d'Ukraine en 2015-2016 - RSC Anderlecht (54.000) 2e de Belgique en 2015-2016 - Fenerbahçe SK (40.920) 2e de Turquie en 2015-2016 - Sparta Prague (40.585) 2e de République tchèque en 2015-2016 - PAOK Salonique (37.440) 2e de Grèce en 2015-2016 | - 5 non-champions repêchés du 3e tour de qualification de la Ligue des champions : - Chakhtar Donetsk (81.976) 2e d'Ukraine en 2015-2016 - RSC Anderlecht (54.000) 2e de Belgique en 2015-2016 - Fenerbahçe SK (40.920) 2e de Turquie en 2015-2016 - Sparta Prague (40.585) 2e de République tchèque en 2015-2016 - PAOK Salonique (37.440) 2e de Grèce en 2015-2016 | - 5 non-champions repêchés du 3e tour de qualification de la Ligue des champions : - Chakhtar Donetsk (81.976) 2e d'Ukraine en 2015-2016 - RSC Anderlecht (54.000) 2e de Belgique en 2015-2016 - Fenerbahçe SK (40.920) 2e de Turquie en 2015-2016 - Sparta Prague (40.585) 2e de République tchèque en 2015-2016 - PAOK Salonique (37.440) 2e de Grèce en 2015-2016 | - 5 non-champions repêchés du 3e tour de qualification de la Ligue des champions : - Chakhtar Donetsk (81.976) 2e d'Ukraine en 2015-2016 - RSC Anderlecht (54.000) 2e de Belgique en 2015-2016 - Fenerbahçe SK (40.920) 2e de Turquie en 2015-2016 - Sparta Prague (40.585) 2e de République tchèque en 2015-2016 - PAOK Salonique (37.440) 2e de Grèce en 2015-2016 | - 5 non-champions repêchés du 3e tour de qualification de la Ligue des champions : - Chakhtar Donetsk (81.976) 2e d'Ukraine en 2015-2016 - RSC Anderlecht (54.000) 2e de Belgique en 2015-2016 - Fenerbahçe SK (40.920) 2e de Turquie en 2015-2016 - Sparta Prague (40.585) 2e de République tchèque en 2015-2016 - PAOK Salonique (37.440) 2e de Grèce en 2015-2016 | - 5 non-champions repêchés du 3e tour de qualification de la Ligue des champions : - Chakhtar Donetsk (81.976) 2e d'Ukraine en 2015-2016 - RSC Anderlecht (54.000) 2e de Belgique en 2015-2016 - Fenerbahçe SK (40.920) 2e de Turquie en 2015-2016 - Sparta Prague (40.585) 2e de République tchèque en 2015-2016 - PAOK Salonique (37.440) 2e de Grèce en 2015-2016 |
| Troisième tour de qualification | | | | | | | | | | | | | | | |
| - Séville FC 7e d'Espagne en 2015-2016 - West Ham United (16.256) 7e d'Angleterre en 2015-2016 - Hertha Berlin (16.035) 7e d'Allemagne en 2015-2016 - US Sassuolo (14.087) 6e d'Italie en 2015-2016 - FC Arouca (10.616) 5e du Portugal en 2015-2016 - Rio Ave (13.616) 6e du Portugal en 2015-2016 - Lille OSC (29.549) 5e de France en 2015-2016 - AS Saint-Étienne (26.049) 6e de France en 2015-2016 - FK Krasnodar (24.216) 4e de Russie en 2015-2016 - Spartak Moscou (19.216) 5e de Russie en 2015-2016 - Vorskla Poltava (11.976) 5e d'Ukraine en 2015-2016 - FK Oleksandriïa (8.976) 6e d'Ukraine en 2015-2016 - AZ Alkmaar (43.612) 4e des Pays-Bas en 2015-2016 - Heracles Almelo (7.112) Vainqueur des play-offs des Pays-Bas en 2015-2016 | - Séville FC 7e d'Espagne en 2015-2016 - West Ham United (16.256) 7e d'Angleterre en 2015-2016 - Hertha Berlin (16.035) 7e d'Allemagne en 2015-2016 - US Sassuolo (14.087) 6e d'Italie en 2015-2016 - FC Arouca (10.616) 5e du Portugal en 2015-2016 - Rio Ave (13.616) 6e du Portugal en 2015-2016 - Lille OSC (29.549) 5e de France en 2015-2016 - AS Saint-Étienne (26.049) 6e de France en 2015-2016 - FK Krasnodar (24.216) 4e de Russie en 2015-2016 - Spartak Moscou (19.216) 5e de Russie en 2015-2016 - Vorskla Poltava (11.976) 5e d'Ukraine en 2015-2016 - FK Oleksandriïa (8.976) 6e d'Ukraine en 2015-2016 - AZ Alkmaar (43.612) 4e des Pays-Bas en 2015-2016 - Heracles Almelo (7.112) Vainqueur des play-offs des Pays-Bas en 2015-2016 | - Séville FC 7e d'Espagne en 2015-2016 - West Ham United (16.256) 7e d'Angleterre en 2015-2016 - Hertha Berlin (16.035) 7e d'Allemagne en 2015-2016 - US Sassuolo (14.087) 6e d'Italie en 2015-2016 - FC Arouca (10.616) 5e du Portugal en 2015-2016 - Rio Ave (13.616) 6e du Portugal en 2015-2016 - Lille OSC (29.549) 5e de France en 2015-2016 - AS Saint-Étienne (26.049) 6e de France en 2015-2016 - FK Krasnodar (24.216) 4e de Russie en 2015-2016 - Spartak Moscou (19.216) 5e de Russie en 2015-2016 - Vorskla Poltava (11.976) 5e d'Ukraine en 2015-2016 - FK Oleksandriïa (8.976) 6e d'Ukraine en 2015-2016 - AZ Alkmaar (43.612) 4e des Pays-Bas en 2015-2016 - Heracles Almelo (7.112) Vainqueur des play-offs des Pays-Bas en 2015-2016 | - Séville FC 7e d'Espagne en 2015-2016 - West Ham United (16.256) 7e d'Angleterre en 2015-2016 - Hertha Berlin (16.035) 7e d'Allemagne en 2015-2016 - US Sassuolo (14.087) 6e d'Italie en 2015-2016 - FC Arouca (10.616) 5e du Portugal en 2015-2016 - Rio Ave (13.616) 6e du Portugal en 2015-2016 - Lille OSC (29.549) 5e de France en 2015-2016 - AS Saint-Étienne (26.049) 6e de France en 2015-2016 - FK Krasnodar (24.216) 4e de Russie en 2015-2016 - Spartak Moscou (19.216) 5e de Russie en 2015-2016 - Vorskla Poltava (11.976) 5e d'Ukraine en 2015-2016 - FK Oleksandriïa (8.976) 6e d'Ukraine en 2015-2016 - AZ Alkmaar (43.612) 4e des Pays-Bas en 2015-2016 - Heracles Almelo (7.112) Vainqueur des play-offs des Pays-Bas en 2015-2016 | - Séville FC 7e d'Espagne en 2015-2016 - West Ham United (16.256) 7e d'Angleterre en 2015-2016 - Hertha Berlin (16.035) 7e d'Allemagne en 2015-2016 - US Sassuolo (14.087) 6e d'Italie en 2015-2016 - FC Arouca (10.616) 5e du Portugal en 2015-2016 - Rio Ave (13.616) 6e du Portugal en 2015-2016 - Lille OSC (29.549) 5e de France en 2015-2016 - AS Saint-Étienne (26.049) 6e de France en 2015-2016 - FK Krasnodar (24.216) 4e de Russie en 2015-2016 - Spartak Moscou (19.216) 5e de Russie en 2015-2016 - Vorskla Poltava (11.976) 5e d'Ukraine en 2015-2016 - FK Oleksandriïa (8.976) 6e d'Ukraine en 2015-2016 - AZ Alkmaar (43.612) 4e des Pays-Bas en 2015-2016 - Heracles Almelo (7.112) Vainqueur des play-offs des Pays-Bas en 2015-2016 | - Séville FC 7e d'Espagne en 2015-2016 - West Ham United (16.256) 7e d'Angleterre en 2015-2016 - Hertha Berlin (16.035) 7e d'Allemagne en 2015-2016 - US Sassuolo (14.087) 6e d'Italie en 2015-2016 - FC Arouca (10.616) 5e du Portugal en 2015-2016 - Rio Ave (13.616) 6e du Portugal en 2015-2016 - Lille OSC (29.549) 5e de France en 2015-2016 - AS Saint-Étienne (26.049) 6e de France en 2015-2016 - FK Krasnodar (24.216) 4e de Russie en 2015-2016 - Spartak Moscou (19.216) 5e de Russie en 2015-2016 - Vorskla Poltava (11.976) 5e d'Ukraine en 2015-2016 - FK Oleksandriïa (8.976) 6e d'Ukraine en 2015-2016 - AZ Alkmaar (43.612) 4e des Pays-Bas en 2015-2016 - Heracles Almelo (7.112) Vainqueur des play-offs des Pays-Bas en 2015-2016 | - Séville FC 7e d'Espagne en 2015-2016 - West Ham United (16.256) 7e d'Angleterre en 2015-2016 - Hertha Berlin (16.035) 7e d'Allemagne en 2015-2016 - US Sassuolo (14.087) 6e d'Italie en 2015-2016 - FC Arouca (10.616) 5e du Portugal en 2015-2016 - Rio Ave (13.616) 6e du Portugal en 2015-2016 - Lille OSC (29.549) 5e de France en 2015-2016 - AS Saint-Étienne (26.049) 6e de France en 2015-2016 - FK Krasnodar (24.216) 4e de Russie en 2015-2016 - Spartak Moscou (19.216) 5e de Russie en 2015-2016 - Vorskla Poltava (11.976) 5e d'Ukraine en 2015-2016 - FK Oleksandriïa (8.976) 6e d'Ukraine en 2015-2016 - AZ Alkmaar (43.612) 4e des Pays-Bas en 2015-2016 - Heracles Almelo (7.112) Vainqueur des play-offs des Pays-Bas en 2015-2016 | - Séville FC 7e d'Espagne en 2015-2016 - West Ham United (16.256) 7e d'Angleterre en 2015-2016 - Hertha Berlin (16.035) 7e d'Allemagne en 2015-2016 - US Sassuolo (14.087) 6e d'Italie en 2015-2016 - FC Arouca (10.616) 5e du Portugal en 2015-2016 - Rio Ave (13.616) 6e du Portugal en 2015-2016 - Lille OSC (29.549) 5e de France en 2015-2016 - AS Saint-Étienne (26.049) 6e de France en 2015-2016 - FK Krasnodar (24.216) 4e de Russie en 2015-2016 - Spartak Moscou (19.216) 5e de Russie en 2015-2016 - Vorskla Poltava (11.976) 5e d'Ukraine en 2015-2016 - FK Oleksandriïa (8.976) 6e d'Ukraine en 2015-2016 - AZ Alkmaar (43.612) 4e des Pays-Bas en 2015-2016 - Heracles Almelo (7.112) Vainqueur des play-offs des Pays-Bas en 2015-2016 | - KAA La Gantoise (25.000) 3e de Belgique en 2015-2016 - FC Lucerne (8.755) 3e de Suisse en 2015-2016 - İstanbul Başakşehir (7.920) 4e de Turquie en 2015-2016 - AEK Athènes (7.940) Vainqueur de la Coupe de Grèce 2015-2016 - Panathinaïkos (14.940) 3e de Grèce en 2015-2016 - Mladá Boleslav (10.085) Vainqueur de la Coupe de République tchèque 2015-2016 - Slovan Liberec (22.085) 3e de République tchèque en 2015-2016 - CS Pandurii Târgu Jiu (7.076) 3e de Roumanie en 2015-2016 - Viitorul Constanța (5.076) 5e de Roumanie en 2015-2016 - Rapid Vienne (23.520) 2e d'Autriche en 2015-2016 - HNK Rijeka (14.275) 2e de Croatie en 2015-2016 - Apollon Limassol (10.435) Vainqueur de la Coupe de Chypre 2015-2016 | - KAA La Gantoise (25.000) 3e de Belgique en 2015-2016 - FC Lucerne (8.755) 3e de Suisse en 2015-2016 - İstanbul Başakşehir (7.920) 4e de Turquie en 2015-2016 - AEK Athènes (7.940) Vainqueur de la Coupe de Grèce 2015-2016 - Panathinaïkos (14.940) 3e de Grèce en 2015-2016 - Mladá Boleslav (10.085) Vainqueur de la Coupe de République tchèque 2015-2016 - Slovan Liberec (22.085) 3e de République tchèque en 2015-2016 - CS Pandurii Târgu Jiu (7.076) 3e de Roumanie en 2015-2016 - Viitorul Constanța (5.076) 5e de Roumanie en 2015-2016 - Rapid Vienne (23.520) 2e d'Autriche en 2015-2016 - HNK Rijeka (14.275) 2e de Croatie en 2015-2016 - Apollon Limassol (10.435) Vainqueur de la Coupe de Chypre 2015-2016 | - KAA La Gantoise (25.000) 3e de Belgique en 2015-2016 - FC Lucerne (8.755) 3e de Suisse en 2015-2016 - İstanbul Başakşehir (7.920) 4e de Turquie en 2015-2016 - AEK Athènes (7.940) Vainqueur de la Coupe de Grèce 2015-2016 - Panathinaïkos (14.940) 3e de Grèce en 2015-2016 - Mladá Boleslav (10.085) Vainqueur de la Coupe de République tchèque 2015-2016 - Slovan Liberec (22.085) 3e de République tchèque en 2015-2016 - CS Pandurii Târgu Jiu (7.076) 3e de Roumanie en 2015-2016 - Viitorul Constanța (5.076) 5e de Roumanie en 2015-2016 - Rapid Vienne (23.520) 2e d'Autriche en 2015-2016 - HNK Rijeka (14.275) 2e de Croatie en 2015-2016 - Apollon Limassol (10.435) Vainqueur de la Coupe de Chypre 2015-2016 | - KAA La Gantoise (25.000) 3e de Belgique en 2015-2016 - FC Lucerne (8.755) 3e de Suisse en 2015-2016 - İstanbul Başakşehir (7.920) 4e de Turquie en 2015-2016 - AEK Athènes (7.940) Vainqueur de la Coupe de Grèce 2015-2016 - Panathinaïkos (14.940) 3e de Grèce en 2015-2016 - Mladá Boleslav (10.085) Vainqueur de la Coupe de République tchèque 2015-2016 - Slovan Liberec (22.085) 3e de République tchèque en 2015-2016 - CS Pandurii Târgu Jiu (7.076) 3e de Roumanie en 2015-2016 - Viitorul Constanța (5.076) 5e de Roumanie en 2015-2016 - Rapid Vienne (23.520) 2e d'Autriche en 2015-2016 - HNK Rijeka (14.275) 2e de Croatie en 2015-2016 - Apollon Limassol (10.435) Vainqueur de la Coupe de Chypre 2015-2016 | - KAA La Gantoise (25.000) 3e de Belgique en 2015-2016 - FC Lucerne (8.755) 3e de Suisse en 2015-2016 - İstanbul Başakşehir (7.920) 4e de Turquie en 2015-2016 - AEK Athènes (7.940) Vainqueur de la Coupe de Grèce 2015-2016 - Panathinaïkos (14.940) 3e de Grèce en 2015-2016 - Mladá Boleslav (10.085) Vainqueur de la Coupe de République tchèque 2015-2016 - Slovan Liberec (22.085) 3e de République tchèque en 2015-2016 - CS Pandurii Târgu Jiu (7.076) 3e de Roumanie en 2015-2016 - Viitorul Constanța (5.076) 5e de Roumanie en 2015-2016 - Rapid Vienne (23.520) 2e d'Autriche en 2015-2016 - HNK Rijeka (14.275) 2e de Croatie en 2015-2016 - Apollon Limassol (10.435) Vainqueur de la Coupe de Chypre 2015-2016 | - KAA La Gantoise (25.000) 3e de Belgique en 2015-2016 - FC Lucerne (8.755) 3e de Suisse en 2015-2016 - İstanbul Başakşehir (7.920) 4e de Turquie en 2015-2016 - AEK Athènes (7.940) Vainqueur de la Coupe de Grèce 2015-2016 - Panathinaïkos (14.940) 3e de Grèce en 2015-2016 - Mladá Boleslav (10.085) Vainqueur de la Coupe de République tchèque 2015-2016 - Slovan Liberec (22.085) 3e de République tchèque en 2015-2016 - CS Pandurii Târgu Jiu (7.076) 3e de Roumanie en 2015-2016 - Viitorul Constanța (5.076) 5e de Roumanie en 2015-2016 - Rapid Vienne (23.520) 2e d'Autriche en 2015-2016 - HNK Rijeka (14.275) 2e de Croatie en 2015-2016 - Apollon Limassol (10.435) Vainqueur de la Coupe de Chypre 2015-2016 | - KAA La Gantoise (25.000) 3e de Belgique en 2015-2016 - FC Lucerne (8.755) 3e de Suisse en 2015-2016 - İstanbul Başakşehir (7.920) 4e de Turquie en 2015-2016 - AEK Athènes (7.940) Vainqueur de la Coupe de Grèce 2015-2016 - Panathinaïkos (14.940) 3e de Grèce en 2015-2016 - Mladá Boleslav (10.085) Vainqueur de la Coupe de République tchèque 2015-2016 - Slovan Liberec (22.085) 3e de République tchèque en 2015-2016 - CS Pandurii Târgu Jiu (7.076) 3e de Roumanie en 2015-2016 - Viitorul Constanța (5.076) 5e de Roumanie en 2015-2016 - Rapid Vienne (23.520) 2e d'Autriche en 2015-2016 - HNK Rijeka (14.275) 2e de Croatie en 2015-2016 - Apollon Limassol (10.435) Vainqueur de la Coupe de Chypre 2015-2016 | - KAA La Gantoise (25.000) 3e de Belgique en 2015-2016 - FC Lucerne (8.755) 3e de Suisse en 2015-2016 - İstanbul Başakşehir (7.920) 4e de Turquie en 2015-2016 - AEK Athènes (7.940) Vainqueur de la Coupe de Grèce 2015-2016 - Panathinaïkos (14.940) 3e de Grèce en 2015-2016 - Mladá Boleslav (10.085) Vainqueur de la Coupe de République tchèque 2015-2016 - Slovan Liberec (22.085) 3e de République tchèque en 2015-2016 - CS Pandurii Târgu Jiu (7.076) 3e de Roumanie en 2015-2016 - Viitorul Constanța (5.076) 5e de Roumanie en 2015-2016 - Rapid Vienne (23.520) 2e d'Autriche en 2015-2016 - HNK Rijeka (14.275) 2e de Croatie en 2015-2016 - Apollon Limassol (10.435) Vainqueur de la Coupe de Chypre 2015-2016 |
| Deuxième tour de qualification | | | | | | | | | | | | | | | |
| - KRC Genk (36.000) Vainqueur des barrages en Belgique en 2015-2016 - Grasshopper Club Zurich (9.755) 4e de Suisse en 2015-2016 - Osmanlıspor (6.920) 5e de Turquie en 2015-2016 - PAS Giannina (5.940) 6e de Grèce en 2015-2016 - Slavia Prague (6.585) 5e de République tchèque en 2015-2016 - CSMS Iași (5.076) 7e de Roumanie en 2015-2016 - Austria Vienne (19.020) 3e d'Autriche en 2015-2016 - Hajduk Split (10.775) 3e de Croatie en 2015-2016 - Piast Gliwice (5.000) 2e de Pologne en 2015-2016 | - KRC Genk (36.000) Vainqueur des barrages en Belgique en 2015-2016 - Grasshopper Club Zurich (9.755) 4e de Suisse en 2015-2016 - Osmanlıspor (6.920) 5e de Turquie en 2015-2016 - PAS Giannina (5.940) 6e de Grèce en 2015-2016 - Slavia Prague (6.585) 5e de République tchèque en 2015-2016 - CSMS Iași (5.076) 7e de Roumanie en 2015-2016 - Austria Vienne (19.020) 3e d'Autriche en 2015-2016 - Hajduk Split (10.775) 3e de Croatie en 2015-2016 - Piast Gliwice (5.000) 2e de Pologne en 2015-2016 | - KRC Genk (36.000) Vainqueur des barrages en Belgique en 2015-2016 - Grasshopper Club Zurich (9.755) 4e de Suisse en 2015-2016 - Osmanlıspor (6.920) 5e de Turquie en 2015-2016 - PAS Giannina (5.940) 6e de Grèce en 2015-2016 - Slavia Prague (6.585) 5e de République tchèque en 2015-2016 - CSMS Iași (5.076) 7e de Roumanie en 2015-2016 - Austria Vienne (19.020) 3e d'Autriche en 2015-2016 - Hajduk Split (10.775) 3e de Croatie en 2015-2016 - Piast Gliwice (5.000) 2e de Pologne en 2015-2016 | - KRC Genk (36.000) Vainqueur des barrages en Belgique en 2015-2016 - Grasshopper Club Zurich (9.755) 4e de Suisse en 2015-2016 - Osmanlıspor (6.920) 5e de Turquie en 2015-2016 - PAS Giannina (5.940) 6e de Grèce en 2015-2016 - Slavia Prague (6.585) 5e de République tchèque en 2015-2016 - CSMS Iași (5.076) 7e de Roumanie en 2015-2016 - Austria Vienne (19.020) 3e d'Autriche en 2015-2016 - Hajduk Split (10.775) 3e de Croatie en 2015-2016 - Piast Gliwice (5.000) 2e de Pologne en 2015-2016 | - KRC Genk (36.000) Vainqueur des barrages en Belgique en 2015-2016 - Grasshopper Club Zurich (9.755) 4e de Suisse en 2015-2016 - Osmanlıspor (6.920) 5e de Turquie en 2015-2016 - PAS Giannina (5.940) 6e de Grèce en 2015-2016 - Slavia Prague (6.585) 5e de République tchèque en 2015-2016 - CSMS Iași (5.076) 7e de Roumanie en 2015-2016 - Austria Vienne (19.020) 3e d'Autriche en 2015-2016 - Hajduk Split (10.775) 3e de Croatie en 2015-2016 - Piast Gliwice (5.000) 2e de Pologne en 2015-2016 | - KRC Genk (36.000) Vainqueur des barrages en Belgique en 2015-2016 - Grasshopper Club Zurich (9.755) 4e de Suisse en 2015-2016 - Osmanlıspor (6.920) 5e de Turquie en 2015-2016 - PAS Giannina (5.940) 6e de Grèce en 2015-2016 - Slavia Prague (6.585) 5e de République tchèque en 2015-2016 - CSMS Iași (5.076) 7e de Roumanie en 2015-2016 - Austria Vienne (19.020) 3e d'Autriche en 2015-2016 - Hajduk Split (10.775) 3e de Croatie en 2015-2016 - Piast Gliwice (5.000) 2e de Pologne en 2015-2016 | - KRC Genk (36.000) Vainqueur des barrages en Belgique en 2015-2016 - Grasshopper Club Zurich (9.755) 4e de Suisse en 2015-2016 - Osmanlıspor (6.920) 5e de Turquie en 2015-2016 - PAS Giannina (5.940) 6e de Grèce en 2015-2016 - Slavia Prague (6.585) 5e de République tchèque en 2015-2016 - CSMS Iași (5.076) 7e de Roumanie en 2015-2016 - Austria Vienne (19.020) 3e d'Autriche en 2015-2016 - Hajduk Split (10.775) 3e de Croatie en 2015-2016 - Piast Gliwice (5.000) 2e de Pologne en 2015-2016 | - KRC Genk (36.000) Vainqueur des barrages en Belgique en 2015-2016 - Grasshopper Club Zurich (9.755) 4e de Suisse en 2015-2016 - Osmanlıspor (6.920) 5e de Turquie en 2015-2016 - PAS Giannina (5.940) 6e de Grèce en 2015-2016 - Slavia Prague (6.585) 5e de République tchèque en 2015-2016 - CSMS Iași (5.076) 7e de Roumanie en 2015-2016 - Austria Vienne (19.020) 3e d'Autriche en 2015-2016 - Hajduk Split (10.775) 3e de Croatie en 2015-2016 - Piast Gliwice (5.000) 2e de Pologne en 2015-2016 | - Maccabi Haïfa (11.725) Vainqueur de la Coupe d'Israël 2015-2016 - Torpedo Jodzina (4.250) Vainqueur de la Coupe de Biélorussie 2015-2016 - SønderjyskE (3.720) 2e du Danemark en 2015-2016 - Hibernian FC (3.960) Vainqueur de la Coupe d'Écosse 2015-2016 - BK Häcken (5.975) Vainqueur de la Coupe de Suède 2015-2016 - PFK Levski Sofia (4.375) 2e de Championnat de Bulgarie 2015-2016 - Strømsgodset IF (7.850) 2e de Norvège en 2015 - Partizan Belgrade (16.925) Vainqueur de la Coupe de Serbie 2015-2016 - NK Maribor (21.625) Vainqueur de la Coupe de Slovénie 2015-2016 | - Maccabi Haïfa (11.725) Vainqueur de la Coupe d'Israël 2015-2016 - Torpedo Jodzina (4.250) Vainqueur de la Coupe de Biélorussie 2015-2016 - SønderjyskE (3.720) 2e du Danemark en 2015-2016 - Hibernian FC (3.960) Vainqueur de la Coupe d'Écosse 2015-2016 - BK Häcken (5.975) Vainqueur de la Coupe de Suède 2015-2016 - PFK Levski Sofia (4.375) 2e de Championnat de Bulgarie 2015-2016 - Strømsgodset IF (7.850) 2e de Norvège en 2015 - Partizan Belgrade (16.925) Vainqueur de la Coupe de Serbie 2015-2016 - NK Maribor (21.625) Vainqueur de la Coupe de Slovénie 2015-2016 | - Maccabi Haïfa (11.725) Vainqueur de la Coupe d'Israël 2015-2016 - Torpedo Jodzina (4.250) Vainqueur de la Coupe de Biélorussie 2015-2016 - SønderjyskE (3.720) 2e du Danemark en 2015-2016 - Hibernian FC (3.960) Vainqueur de la Coupe d'Écosse 2015-2016 - BK Häcken (5.975) Vainqueur de la Coupe de Suède 2015-2016 - PFK Levski Sofia (4.375) 2e de Championnat de Bulgarie 2015-2016 - Strømsgodset IF (7.850) 2e de Norvège en 2015 - Partizan Belgrade (16.925) Vainqueur de la Coupe de Serbie 2015-2016 - NK Maribor (21.625) Vainqueur de la Coupe de Slovénie 2015-2016 | - Maccabi Haïfa (11.725) Vainqueur de la Coupe d'Israël 2015-2016 - Torpedo Jodzina (4.250) Vainqueur de la Coupe de Biélorussie 2015-2016 - SønderjyskE (3.720) 2e du Danemark en 2015-2016 - Hibernian FC (3.960) Vainqueur de la Coupe d'Écosse 2015-2016 - BK Häcken (5.975) Vainqueur de la Coupe de Suède 2015-2016 - PFK Levski Sofia (4.375) 2e de Championnat de Bulgarie 2015-2016 - Strømsgodset IF (7.850) 2e de Norvège en 2015 - Partizan Belgrade (16.925) Vainqueur de la Coupe de Serbie 2015-2016 - NK Maribor (21.625) Vainqueur de la Coupe de Slovénie 2015-2016 | - Maccabi Haïfa (11.725) Vainqueur de la Coupe d'Israël 2015-2016 - Torpedo Jodzina (4.250) Vainqueur de la Coupe de Biélorussie 2015-2016 - SønderjyskE (3.720) 2e du Danemark en 2015-2016 - Hibernian FC (3.960) Vainqueur de la Coupe d'Écosse 2015-2016 - BK Häcken (5.975) Vainqueur de la Coupe de Suède 2015-2016 - PFK Levski Sofia (4.375) 2e de Championnat de Bulgarie 2015-2016 - Strømsgodset IF (7.850) 2e de Norvège en 2015 - Partizan Belgrade (16.925) Vainqueur de la Coupe de Serbie 2015-2016 - NK Maribor (21.625) Vainqueur de la Coupe de Slovénie 2015-2016 | - Maccabi Haïfa (11.725) Vainqueur de la Coupe d'Israël 2015-2016 - Torpedo Jodzina (4.250) Vainqueur de la Coupe de Biélorussie 2015-2016 - SønderjyskE (3.720) 2e du Danemark en 2015-2016 - Hibernian FC (3.960) Vainqueur de la Coupe d'Écosse 2015-2016 - BK Häcken (5.975) Vainqueur de la Coupe de Suède 2015-2016 - PFK Levski Sofia (4.375) 2e de Championnat de Bulgarie 2015-2016 - Strømsgodset IF (7.850) 2e de Norvège en 2015 - Partizan Belgrade (16.925) Vainqueur de la Coupe de Serbie 2015-2016 - NK Maribor (21.625) Vainqueur de la Coupe de Slovénie 2015-2016 | - Maccabi Haïfa (11.725) Vainqueur de la Coupe d'Israël 2015-2016 - Torpedo Jodzina (4.250) Vainqueur de la Coupe de Biélorussie 2015-2016 - SønderjyskE (3.720) 2e du Danemark en 2015-2016 - Hibernian FC (3.960) Vainqueur de la Coupe d'Écosse 2015-2016 - BK Häcken (5.975) Vainqueur de la Coupe de Suède 2015-2016 - PFK Levski Sofia (4.375) 2e de Championnat de Bulgarie 2015-2016 - Strømsgodset IF (7.850) 2e de Norvège en 2015 - Partizan Belgrade (16.925) Vainqueur de la Coupe de Serbie 2015-2016 - NK Maribor (21.625) Vainqueur de la Coupe de Slovénie 2015-2016 | - Maccabi Haïfa (11.725) Vainqueur de la Coupe d'Israël 2015-2016 - Torpedo Jodzina (4.250) Vainqueur de la Coupe de Biélorussie 2015-2016 - SønderjyskE (3.720) 2e du Danemark en 2015-2016 - Hibernian FC (3.960) Vainqueur de la Coupe d'Écosse 2015-2016 - BK Häcken (5.975) Vainqueur de la Coupe de Suède 2015-2016 - PFK Levski Sofia (4.375) 2e de Championnat de Bulgarie 2015-2016 - Strømsgodset IF (7.850) 2e de Norvège en 2015 - Partizan Belgrade (16.925) Vainqueur de la Coupe de Serbie 2015-2016 - NK Maribor (21.625) Vainqueur de la Coupe de Slovénie 2015-2016 |
| Premier tour de qualification | | | | | | | | | | | | | | | |
| - Admira Wacker (6.020) 4e d'Autriche en 2015-2016 - NK Lokomotiva Zagreb (5.775) 4e de Croatie en 2015-2016 - AEK Larnaca (9.435) 2e de Chypre en 2015-2016 - Omonia Nicosie (9.935) 4e de Chypre en 2015-2016 - Zagłębie Lubin (4.500) 3e de Pologne en 2015-2016 - Cracovia (4.500) 4e de Pologne en 2015-2016 - Maccabi Tel-Aviv (20.225) 2e d'Israël en 2015-2016 - Beitar Jérusalem (4.225) 3e d'Israël en 2015-2016 - Dynamo Minsk (10.000) 2e de Biélorussie en 2015 - Chakhtior Soligorsk (7.500) 3e de Biélorussie en 2015 - FC Midtjylland (14.720) 3e du Danemark en 2015-2016 - Brøndby IF (7.220) 4e du Danemark en 2015-2016 - Aberdeen FC (5.460) 2e d'Écosse en 2015-2016 - Heart of Midlothian (6.460) 3e d'Écosse en 2015-2016 - IFK Göteborg (6.475) 2e de Suède en 2015 - AIK Fotboll (8.975) 3e de Suède en 2015 - PFK Beroe Stara Zagora (3.625) 3e de Bulgarie en 2015-2016 - PFC Slavia Sofia (2.625) 4e de Bulgarie en 2015-2016 - Stabæk Fotball (4.100) 3e de Norvège en 2015 - Odds Ballklub (5.350) 4e de Norvège en 2015 - FK Čukarički (3.925) 3e de Serbie en 2015-2016 - FK Vojvodina Novi Sad (7.925) 4e de Serbie en 2015-2016 - NK Domžale (3.625) 3e de Slovénie en 2015-2016 - ND Gorica (3.125) 4e de Slovénie en 2015-2016 - FK Qabala (5.225) 3e d'Azerbaïdjan en 2015-2016 - Kapaz PFC (2.975) 5e d'Azerbaïdjan en 2015-2016 - Neftchi Bakou (9.725) 6e d'Azerbaïdjan en 2015-2016 - Slovan Bratislava (8.900) 2e de Slovaquie en 2015-2016 - Spartak Myjava (2.400) 3e de Slovaquie en 2015-2016 - Spartak Trnava (7.400) 4e de Slovaquie en 2015-2016 - Videoton FC (8.725) 2e de Hongrie en 2015-2016 - Debrecen VSC (6.475) 3e de Hongrie en 2015-2016 - MTK Budapest (2.475) 4e de Hongrie en 2015-2016 - FC Kairat Almaty (4.825) Vainqueur de la Coupe du Kazakhstan 2015 - FK Aktobe (8.075) 3e du Kazakhstan en 2015 - FC Ordabasy Chymkent (3.575) 4e du Kazakhstan en 2015 - FC Zaria Bălți Vainqueur de la Coupe de Moldavie 2015-2016 - FC Dacia Chișinău (4.325) 2e de Moldavie en 2015-2016 - FC Zimbru Chișinău (3.825) 3e de Moldavie en 2015-2016 - FC Samtredia (1.625) 2e de Géorgie en 2015-2016 - FC Dila Gori (5.625) 3e de Géorgie en 2015-2016 - Chikhura Sachkhere (3.125) 4e de Géorgie en 2015-2016 - IFK Mariehamn (1.730) Vainqueur de la Coupe de Finlande 2015 - RoPS Rovaniemi (1.980) 2e de Finlande en 2015 - HJK Helsinki (10.980) 3e de Finlande en 2015 - Valur Reykjavik (1.750) Vainqueur de la Coupe d'Islande 2015 - Breiðablik Kopavogur (3.750) 2e d'Islande en 2015 - KR Reykjavik (5.750) 3e d'Islande en 2015 | - Admira Wacker (6.020) 4e d'Autriche en 2015-2016 - NK Lokomotiva Zagreb (5.775) 4e de Croatie en 2015-2016 - AEK Larnaca (9.435) 2e de Chypre en 2015-2016 - Omonia Nicosie (9.935) 4e de Chypre en 2015-2016 - Zagłębie Lubin (4.500) 3e de Pologne en 2015-2016 - Cracovia (4.500) 4e de Pologne en 2015-2016 - Maccabi Tel-Aviv (20.225) 2e d'Israël en 2015-2016 - Beitar Jérusalem (4.225) 3e d'Israël en 2015-2016 - Dynamo Minsk (10.000) 2e de Biélorussie en 2015 - Chakhtior Soligorsk (7.500) 3e de Biélorussie en 2015 - FC Midtjylland (14.720) 3e du Danemark en 2015-2016 - Brøndby IF (7.220) 4e du Danemark en 2015-2016 - Aberdeen FC (5.460) 2e d'Écosse en 2015-2016 - Heart of Midlothian (6.460) 3e d'Écosse en 2015-2016 - IFK Göteborg (6.475) 2e de Suède en 2015 - AIK Fotboll (8.975) 3e de Suède en 2015 - PFK Beroe Stara Zagora (3.625) 3e de Bulgarie en 2015-2016 - PFC Slavia Sofia (2.625) 4e de Bulgarie en 2015-2016 - Stabæk Fotball (4.100) 3e de Norvège en 2015 - Odds Ballklub (5.350) 4e de Norvège en 2015 - FK Čukarički (3.925) 3e de Serbie en 2015-2016 - FK Vojvodina Novi Sad (7.925) 4e de Serbie en 2015-2016 - NK Domžale (3.625) 3e de Slovénie en 2015-2016 - ND Gorica (3.125) 4e de Slovénie en 2015-2016 - FK Qabala (5.225) 3e d'Azerbaïdjan en 2015-2016 - Kapaz PFC (2.975) 5e d'Azerbaïdjan en 2015-2016 - Neftchi Bakou (9.725) 6e d'Azerbaïdjan en 2015-2016 - Slovan Bratislava (8.900) 2e de Slovaquie en 2015-2016 - Spartak Myjava (2.400) 3e de Slovaquie en 2015-2016 - Spartak Trnava (7.400) 4e de Slovaquie en 2015-2016 - Videoton FC (8.725) 2e de Hongrie en 2015-2016 - Debrecen VSC (6.475) 3e de Hongrie en 2015-2016 - MTK Budapest (2.475) 4e de Hongrie en 2015-2016 - FC Kairat Almaty (4.825) Vainqueur de la Coupe du Kazakhstan 2015 - FK Aktobe (8.075) 3e du Kazakhstan en 2015 - FC Ordabasy Chymkent (3.575) 4e du Kazakhstan en 2015 - FC Zaria Bălți Vainqueur de la Coupe de Moldavie 2015-2016 - FC Dacia Chișinău (4.325) 2e de Moldavie en 2015-2016 - FC Zimbru Chișinău (3.825) 3e de Moldavie en 2015-2016 - FC Samtredia (1.625) 2e de Géorgie en 2015-2016 - FC Dila Gori (5.625) 3e de Géorgie en 2015-2016 - Chikhura Sachkhere (3.125) 4e de Géorgie en 2015-2016 - IFK Mariehamn (1.730) Vainqueur de la Coupe de Finlande 2015 - RoPS Rovaniemi (1.980) 2e de Finlande en 2015 - HJK Helsinki (10.980) 3e de Finlande en 2015 - Valur Reykjavik (1.750) Vainqueur de la Coupe d'Islande 2015 - Breiðablik Kopavogur (3.750) 2e d'Islande en 2015 - KR Reykjavik (5.750) 3e d'Islande en 2015 | - Admira Wacker (6.020) 4e d'Autriche en 2015-2016 - NK Lokomotiva Zagreb (5.775) 4e de Croatie en 2015-2016 - AEK Larnaca (9.435) 2e de Chypre en 2015-2016 - Omonia Nicosie (9.935) 4e de Chypre en 2015-2016 - Zagłębie Lubin (4.500) 3e de Pologne en 2015-2016 - Cracovia (4.500) 4e de Pologne en 2015-2016 - Maccabi Tel-Aviv (20.225) 2e d'Israël en 2015-2016 - Beitar Jérusalem (4.225) 3e d'Israël en 2015-2016 - Dynamo Minsk (10.000) 2e de Biélorussie en 2015 - Chakhtior Soligorsk (7.500) 3e de Biélorussie en 2015 - FC Midtjylland (14.720) 3e du Danemark en 2015-2016 - Brøndby IF (7.220) 4e du Danemark en 2015-2016 - Aberdeen FC (5.460) 2e d'Écosse en 2015-2016 - Heart of Midlothian (6.460) 3e d'Écosse en 2015-2016 - IFK Göteborg (6.475) 2e de Suède en 2015 - AIK Fotboll (8.975) 3e de Suède en 2015 - PFK Beroe Stara Zagora (3.625) 3e de Bulgarie en 2015-2016 - PFC Slavia Sofia (2.625) 4e de Bulgarie en 2015-2016 - Stabæk Fotball (4.100) 3e de Norvège en 2015 - Odds Ballklub (5.350) 4e de Norvège en 2015 - FK Čukarički (3.925) 3e de Serbie en 2015-2016 - FK Vojvodina Novi Sad (7.925) 4e de Serbie en 2015-2016 - NK Domžale (3.625) 3e de Slovénie en 2015-2016 - ND Gorica (3.125) 4e de Slovénie en 2015-2016 - FK Qabala (5.225) 3e d'Azerbaïdjan en 2015-2016 - Kapaz PFC (2.975) 5e d'Azerbaïdjan en 2015-2016 - Neftchi Bakou (9.725) 6e d'Azerbaïdjan en 2015-2016 - Slovan Bratislava (8.900) 2e de Slovaquie en 2015-2016 - Spartak Myjava (2.400) 3e de Slovaquie en 2015-2016 - Spartak Trnava (7.400) 4e de Slovaquie en 2015-2016 - Videoton FC (8.725) 2e de Hongrie en 2015-2016 - Debrecen VSC (6.475) 3e de Hongrie en 2015-2016 - MTK Budapest (2.475) 4e de Hongrie en 2015-2016 - FC Kairat Almaty (4.825) Vainqueur de la Coupe du Kazakhstan 2015 - FK Aktobe (8.075) 3e du Kazakhstan en 2015 - FC Ordabasy Chymkent (3.575) 4e du Kazakhstan en 2015 - FC Zaria Bălți Vainqueur de la Coupe de Moldavie 2015-2016 - FC Dacia Chișinău (4.325) 2e de Moldavie en 2015-2016 - FC Zimbru Chișinău (3.825) 3e de Moldavie en 2015-2016 - FC Samtredia (1.625) 2e de Géorgie en 2015-2016 - FC Dila Gori (5.625) 3e de Géorgie en 2015-2016 - Chikhura Sachkhere (3.125) 4e de Géorgie en 2015-2016 - IFK Mariehamn (1.730) Vainqueur de la Coupe de Finlande 2015 - RoPS Rovaniemi (1.980) 2e de Finlande en 2015 - HJK Helsinki (10.980) 3e de Finlande en 2015 - Valur Reykjavik (1.750) Vainqueur de la Coupe d'Islande 2015 - Breiðablik Kopavogur (3.750) 2e d'Islande en 2015 - KR Reykjavik (5.750) 3e d'Islande en 2015 | - Admira Wacker (6.020) 4e d'Autriche en 2015-2016 - NK Lokomotiva Zagreb (5.775) 4e de Croatie en 2015-2016 - AEK Larnaca (9.435) 2e de Chypre en 2015-2016 - Omonia Nicosie (9.935) 4e de Chypre en 2015-2016 - Zagłębie Lubin (4.500) 3e de Pologne en 2015-2016 - Cracovia (4.500) 4e de Pologne en 2015-2016 - Maccabi Tel-Aviv (20.225) 2e d'Israël en 2015-2016 - Beitar Jérusalem (4.225) 3e d'Israël en 2015-2016 - Dynamo Minsk (10.000) 2e de Biélorussie en 2015 - Chakhtior Soligorsk (7.500) 3e de Biélorussie en 2015 - FC Midtjylland (14.720) 3e du Danemark en 2015-2016 - Brøndby IF (7.220) 4e du Danemark en 2015-2016 - Aberdeen FC (5.460) 2e d'Écosse en 2015-2016 - Heart of Midlothian (6.460) 3e d'Écosse en 2015-2016 - IFK Göteborg (6.475) 2e de Suède en 2015 - AIK Fotboll (8.975) 3e de Suède en 2015 - PFK Beroe Stara Zagora (3.625) 3e de Bulgarie en 2015-2016 - PFC Slavia Sofia (2.625) 4e de Bulgarie en 2015-2016 - Stabæk Fotball (4.100) 3e de Norvège en 2015 - Odds Ballklub (5.350) 4e de Norvège en 2015 - FK Čukarički (3.925) 3e de Serbie en 2015-2016 - FK Vojvodina Novi Sad (7.925) 4e de Serbie en 2015-2016 - NK Domžale (3.625) 3e de Slovénie en 2015-2016 - ND Gorica (3.125) 4e de Slovénie en 2015-2016 - FK Qabala (5.225) 3e d'Azerbaïdjan en 2015-2016 - Kapaz PFC (2.975) 5e d'Azerbaïdjan en 2015-2016 - Neftchi Bakou (9.725) 6e d'Azerbaïdjan en 2015-2016 - Slovan Bratislava (8.900) 2e de Slovaquie en 2015-2016 - Spartak Myjava (2.400) 3e de Slovaquie en 2015-2016 - Spartak Trnava (7.400) 4e de Slovaquie en 2015-2016 - Videoton FC (8.725) 2e de Hongrie en 2015-2016 - Debrecen VSC (6.475) 3e de Hongrie en 2015-2016 - MTK Budapest (2.475) 4e de Hongrie en 2015-2016 - FC Kairat Almaty (4.825) Vainqueur de la Coupe du Kazakhstan 2015 - FK Aktobe (8.075) 3e du Kazakhstan en 2015 - FC Ordabasy Chymkent (3.575) 4e du Kazakhstan en 2015 - FC Zaria Bălți Vainqueur de la Coupe de Moldavie 2015-2016 - FC Dacia Chișinău (4.325) 2e de Moldavie en 2015-2016 - FC Zimbru Chișinău (3.825) 3e de Moldavie en 2015-2016 - FC Samtredia (1.625) 2e de Géorgie en 2015-2016 - FC Dila Gori (5.625) 3e de Géorgie en 2015-2016 - Chikhura Sachkhere (3.125) 4e de Géorgie en 2015-2016 - IFK Mariehamn (1.730) Vainqueur de la Coupe de Finlande 2015 - RoPS Rovaniemi (1.980) 2e de Finlande en 2015 - HJK Helsinki (10.980) 3e de Finlande en 2015 - Valur Reykjavik (1.750) Vainqueur de la Coupe d'Islande 2015 - Breiðablik Kopavogur (3.750) 2e d'Islande en 2015 - KR Reykjavik (5.750) 3e d'Islande en 2015 | - Admira Wacker (6.020) 4e d'Autriche en 2015-2016 - NK Lokomotiva Zagreb (5.775) 4e de Croatie en 2015-2016 - AEK Larnaca (9.435) 2e de Chypre en 2015-2016 - Omonia Nicosie (9.935) 4e de Chypre en 2015-2016 - Zagłębie Lubin (4.500) 3e de Pologne en 2015-2016 - Cracovia (4.500) 4e de Pologne en 2015-2016 - Maccabi Tel-Aviv (20.225) 2e d'Israël en 2015-2016 - Beitar Jérusalem (4.225) 3e d'Israël en 2015-2016 - Dynamo Minsk (10.000) 2e de Biélorussie en 2015 - Chakhtior Soligorsk (7.500) 3e de Biélorussie en 2015 - FC Midtjylland (14.720) 3e du Danemark en 2015-2016 - Brøndby IF (7.220) 4e du Danemark en 2015-2016 - Aberdeen FC (5.460) 2e d'Écosse en 2015-2016 - Heart of Midlothian (6.460) 3e d'Écosse en 2015-2016 - IFK Göteborg (6.475) 2e de Suède en 2015 - AIK Fotboll (8.975) 3e de Suède en 2015 - PFK Beroe Stara Zagora (3.625) 3e de Bulgarie en 2015-2016 - PFC Slavia Sofia (2.625) 4e de Bulgarie en 2015-2016 - Stabæk Fotball (4.100) 3e de Norvège en 2015 - Odds Ballklub (5.350) 4e de Norvège en 2015 - FK Čukarički (3.925) 3e de Serbie en 2015-2016 - FK Vojvodina Novi Sad (7.925) 4e de Serbie en 2015-2016 - NK Domžale (3.625) 3e de Slovénie en 2015-2016 - ND Gorica (3.125) 4e de Slovénie en 2015-2016 - FK Qabala (5.225) 3e d'Azerbaïdjan en 2015-2016 - Kapaz PFC (2.975) 5e d'Azerbaïdjan en 2015-2016 - Neftchi Bakou (9.725) 6e d'Azerbaïdjan en 2015-2016 - Slovan Bratislava (8.900) 2e de Slovaquie en 2015-2016 - Spartak Myjava (2.400) 3e de Slovaquie en 2015-2016 - Spartak Trnava (7.400) 4e de Slovaquie en 2015-2016 - Videoton FC (8.725) 2e de Hongrie en 2015-2016 - Debrecen VSC (6.475) 3e de Hongrie en 2015-2016 - MTK Budapest (2.475) 4e de Hongrie en 2015-2016 - FC Kairat Almaty (4.825) Vainqueur de la Coupe du Kazakhstan 2015 - FK Aktobe (8.075) 3e du Kazakhstan en 2015 - FC Ordabasy Chymkent (3.575) 4e du Kazakhstan en 2015 - FC Zaria Bălți Vainqueur de la Coupe de Moldavie 2015-2016 - FC Dacia Chișinău (4.325) 2e de Moldavie en 2015-2016 - FC Zimbru Chișinău (3.825) 3e de Moldavie en 2015-2016 - FC Samtredia (1.625) 2e de Géorgie en 2015-2016 - FC Dila Gori (5.625) 3e de Géorgie en 2015-2016 - Chikhura Sachkhere (3.125) 4e de Géorgie en 2015-2016 - IFK Mariehamn (1.730) Vainqueur de la Coupe de Finlande 2015 - RoPS Rovaniemi (1.980) 2e de Finlande en 2015 - HJK Helsinki (10.980) 3e de Finlande en 2015 - Valur Reykjavik (1.750) Vainqueur de la Coupe d'Islande 2015 - Breiðablik Kopavogur (3.750) 2e d'Islande en 2015 - KR Reykjavik (5.750) 3e d'Islande en 2015 | - Admira Wacker (6.020) 4e d'Autriche en 2015-2016 - NK Lokomotiva Zagreb (5.775) 4e de Croatie en 2015-2016 - AEK Larnaca (9.435) 2e de Chypre en 2015-2016 - Omonia Nicosie (9.935) 4e de Chypre en 2015-2016 - Zagłębie Lubin (4.500) 3e de Pologne en 2015-2016 - Cracovia (4.500) 4e de Pologne en 2015-2016 - Maccabi Tel-Aviv (20.225) 2e d'Israël en 2015-2016 - Beitar Jérusalem (4.225) 3e d'Israël en 2015-2016 - Dynamo Minsk (10.000) 2e de Biélorussie en 2015 - Chakhtior Soligorsk (7.500) 3e de Biélorussie en 2015 - FC Midtjylland (14.720) 3e du Danemark en 2015-2016 - Brøndby IF (7.220) 4e du Danemark en 2015-2016 - Aberdeen FC (5.460) 2e d'Écosse en 2015-2016 - Heart of Midlothian (6.460) 3e d'Écosse en 2015-2016 - IFK Göteborg (6.475) 2e de Suède en 2015 - AIK Fotboll (8.975) 3e de Suède en 2015 - PFK Beroe Stara Zagora (3.625) 3e de Bulgarie en 2015-2016 - PFC Slavia Sofia (2.625) 4e de Bulgarie en 2015-2016 - Stabæk Fotball (4.100) 3e de Norvège en 2015 - Odds Ballklub (5.350) 4e de Norvège en 2015 - FK Čukarički (3.925) 3e de Serbie en 2015-2016 - FK Vojvodina Novi Sad (7.925) 4e de Serbie en 2015-2016 - NK Domžale (3.625) 3e de Slovénie en 2015-2016 - ND Gorica (3.125) 4e de Slovénie en 2015-2016 - FK Qabala (5.225) 3e d'Azerbaïdjan en 2015-2016 - Kapaz PFC (2.975) 5e d'Azerbaïdjan en 2015-2016 - Neftchi Bakou (9.725) 6e d'Azerbaïdjan en 2015-2016 - Slovan Bratislava (8.900) 2e de Slovaquie en 2015-2016 - Spartak Myjava (2.400) 3e de Slovaquie en 2015-2016 - Spartak Trnava (7.400) 4e de Slovaquie en 2015-2016 - Videoton FC (8.725) 2e de Hongrie en 2015-2016 - Debrecen VSC (6.475) 3e de Hongrie en 2015-2016 - MTK Budapest (2.475) 4e de Hongrie en 2015-2016 - FC Kairat Almaty (4.825) Vainqueur de la Coupe du Kazakhstan 2015 - FK Aktobe (8.075) 3e du Kazakhstan en 2015 - FC Ordabasy Chymkent (3.575) 4e du Kazakhstan en 2015 - FC Zaria Bălți Vainqueur de la Coupe de Moldavie 2015-2016 - FC Dacia Chișinău (4.325) 2e de Moldavie en 2015-2016 - FC Zimbru Chișinău (3.825) 3e de Moldavie en 2015-2016 - FC Samtredia (1.625) 2e de Géorgie en 2015-2016 - FC Dila Gori (5.625) 3e de Géorgie en 2015-2016 - Chikhura Sachkhere (3.125) 4e de Géorgie en 2015-2016 - IFK Mariehamn (1.730) Vainqueur de la Coupe de Finlande 2015 - RoPS Rovaniemi (1.980) 2e de Finlande en 2015 - HJK Helsinki (10.980) 3e de Finlande en 2015 - Valur Reykjavik (1.750) Vainqueur de la Coupe d'Islande 2015 - Breiðablik Kopavogur (3.750) 2e d'Islande en 2015 - KR Reykjavik (5.750) 3e d'Islande en 2015 | - Admira Wacker (6.020) 4e d'Autriche en 2015-2016 - NK Lokomotiva Zagreb (5.775) 4e de Croatie en 2015-2016 - AEK Larnaca (9.435) 2e de Chypre en 2015-2016 - Omonia Nicosie (9.935) 4e de Chypre en 2015-2016 - Zagłębie Lubin (4.500) 3e de Pologne en 2015-2016 - Cracovia (4.500) 4e de Pologne en 2015-2016 - Maccabi Tel-Aviv (20.225) 2e d'Israël en 2015-2016 - Beitar Jérusalem (4.225) 3e d'Israël en 2015-2016 - Dynamo Minsk (10.000) 2e de Biélorussie en 2015 - Chakhtior Soligorsk (7.500) 3e de Biélorussie en 2015 - FC Midtjylland (14.720) 3e du Danemark en 2015-2016 - Brøndby IF (7.220) 4e du Danemark en 2015-2016 - Aberdeen FC (5.460) 2e d'Écosse en 2015-2016 - Heart of Midlothian (6.460) 3e d'Écosse en 2015-2016 - IFK Göteborg (6.475) 2e de Suède en 2015 - AIK Fotboll (8.975) 3e de Suède en 2015 - PFK Beroe Stara Zagora (3.625) 3e de Bulgarie en 2015-2016 - PFC Slavia Sofia (2.625) 4e de Bulgarie en 2015-2016 - Stabæk Fotball (4.100) 3e de Norvège en 2015 - Odds Ballklub (5.350) 4e de Norvège en 2015 - FK Čukarički (3.925) 3e de Serbie en 2015-2016 - FK Vojvodina Novi Sad (7.925) 4e de Serbie en 2015-2016 - NK Domžale (3.625) 3e de Slovénie en 2015-2016 - ND Gorica (3.125) 4e de Slovénie en 2015-2016 - FK Qabala (5.225) 3e d'Azerbaïdjan en 2015-2016 - Kapaz PFC (2.975) 5e d'Azerbaïdjan en 2015-2016 - Neftchi Bakou (9.725) 6e d'Azerbaïdjan en 2015-2016 - Slovan Bratislava (8.900) 2e de Slovaquie en 2015-2016 - Spartak Myjava (2.400) 3e de Slovaquie en 2015-2016 - Spartak Trnava (7.400) 4e de Slovaquie en 2015-2016 - Videoton FC (8.725) 2e de Hongrie en 2015-2016 - Debrecen VSC (6.475) 3e de Hongrie en 2015-2016 - MTK Budapest (2.475) 4e de Hongrie en 2015-2016 - FC Kairat Almaty (4.825) Vainqueur de la Coupe du Kazakhstan 2015 - FK Aktobe (8.075) 3e du Kazakhstan en 2015 - FC Ordabasy Chymkent (3.575) 4e du Kazakhstan en 2015 - FC Zaria Bălți Vainqueur de la Coupe de Moldavie 2015-2016 - FC Dacia Chișinău (4.325) 2e de Moldavie en 2015-2016 - FC Zimbru Chișinău (3.825) 3e de Moldavie en 2015-2016 - FC Samtredia (1.625) 2e de Géorgie en 2015-2016 - FC Dila Gori (5.625) 3e de Géorgie en 2015-2016 - Chikhura Sachkhere (3.125) 4e de Géorgie en 2015-2016 - IFK Mariehamn (1.730) Vainqueur de la Coupe de Finlande 2015 - RoPS Rovaniemi (1.980) 2e de Finlande en 2015 - HJK Helsinki (10.980) 3e de Finlande en 2015 - Valur Reykjavik (1.750) Vainqueur de la Coupe d'Islande 2015 - Breiðablik Kopavogur (3.750) 2e d'Islande en 2015 - KR Reykjavik (5.750) 3e d'Islande en 2015 | - Admira Wacker (6.020) 4e d'Autriche en 2015-2016 - NK Lokomotiva Zagreb (5.775) 4e de Croatie en 2015-2016 - AEK Larnaca (9.435) 2e de Chypre en 2015-2016 - Omonia Nicosie (9.935) 4e de Chypre en 2015-2016 - Zagłębie Lubin (4.500) 3e de Pologne en 2015-2016 - Cracovia (4.500) 4e de Pologne en 2015-2016 - Maccabi Tel-Aviv (20.225) 2e d'Israël en 2015-2016 - Beitar Jérusalem (4.225) 3e d'Israël en 2015-2016 - Dynamo Minsk (10.000) 2e de Biélorussie en 2015 - Chakhtior Soligorsk (7.500) 3e de Biélorussie en 2015 - FC Midtjylland (14.720) 3e du Danemark en 2015-2016 - Brøndby IF (7.220) 4e du Danemark en 2015-2016 - Aberdeen FC (5.460) 2e d'Écosse en 2015-2016 - Heart of Midlothian (6.460) 3e d'Écosse en 2015-2016 - IFK Göteborg (6.475) 2e de Suède en 2015 - AIK Fotboll (8.975) 3e de Suède en 2015 - PFK Beroe Stara Zagora (3.625) 3e de Bulgarie en 2015-2016 - PFC Slavia Sofia (2.625) 4e de Bulgarie en 2015-2016 - Stabæk Fotball (4.100) 3e de Norvège en 2015 - Odds Ballklub (5.350) 4e de Norvège en 2015 - FK Čukarički (3.925) 3e de Serbie en 2015-2016 - FK Vojvodina Novi Sad (7.925) 4e de Serbie en 2015-2016 - NK Domžale (3.625) 3e de Slovénie en 2015-2016 - ND Gorica (3.125) 4e de Slovénie en 2015-2016 - FK Qabala (5.225) 3e d'Azerbaïdjan en 2015-2016 - Kapaz PFC (2.975) 5e d'Azerbaïdjan en 2015-2016 - Neftchi Bakou (9.725) 6e d'Azerbaïdjan en 2015-2016 - Slovan Bratislava (8.900) 2e de Slovaquie en 2015-2016 - Spartak Myjava (2.400) 3e de Slovaquie en 2015-2016 - Spartak Trnava (7.400) 4e de Slovaquie en 2015-2016 - Videoton FC (8.725) 2e de Hongrie en 2015-2016 - Debrecen VSC (6.475) 3e de Hongrie en 2015-2016 - MTK Budapest (2.475) 4e de Hongrie en 2015-2016 - FC Kairat Almaty (4.825) Vainqueur de la Coupe du Kazakhstan 2015 - FK Aktobe (8.075) 3e du Kazakhstan en 2015 - FC Ordabasy Chymkent (3.575) 4e du Kazakhstan en 2015 - FC Zaria Bălți Vainqueur de la Coupe de Moldavie 2015-2016 - FC Dacia Chișinău (4.325) 2e de Moldavie en 2015-2016 - FC Zimbru Chișinău (3.825) 3e de Moldavie en 2015-2016 - FC Samtredia (1.625) 2e de Géorgie en 2015-2016 - FC Dila Gori (5.625) 3e de Géorgie en 2015-2016 - Chikhura Sachkhere (3.125) 4e de Géorgie en 2015-2016 - IFK Mariehamn (1.730) Vainqueur de la Coupe de Finlande 2015 - RoPS Rovaniemi (1.980) 2e de Finlande en 2015 - HJK Helsinki (10.980) 3e de Finlande en 2015 - Valur Reykjavik (1.750) Vainqueur de la Coupe d'Islande 2015 - Breiðablik Kopavogur (3.750) 2e d'Islande en 2015 - KR Reykjavik (5.750) 3e d'Islande en 2015 | - FK Radnik Bijeljina (1.425) Vainqueur de la Coupe de Bosnie-Herzégovine 2015-2016 - FK Sloboda Tuzla (1.425) 2e de Bosnie-Herzégovine en 2015-2016 - NK Široki Brijeg (3.675) 3e de Bosnie-Herzégovine en 2015-2016 - FC Vaduz (4.850) Vainqueur de la Coupe du Liechtenstein 2015-2016 - KF Shkëndija (2.950) Vainqueur de la Coupe de Macédoine 2015-2016 - FK Sileks Kratovo (1.200) 3e de Championnat de Macédoine 2015-2016 - FK Rabotnički Skopje (5.200) 4e de Championnat de Macédoine 2015-2016 - Cork City FC (1.340) 2e d'Irlande en 2015 - Shamrock Rovers FC (4.590) 3e d'Irlande en 2015 - St. Patrick's Athletic FC (4.590) 4e d'Irlande en 2015 - FK Rudar Pljevlja (3.225) Vainqueur de la Coupe du Monténégro 2015-2016 - FK Budućnost Podgorica (2.975) 2e du Monténégro en 2015-2016 - FK Bokelj Kotor (0.975) 4e du Monténégro en 2015-2016 - FK Kukësi (4.075) Vainqueur de la Coupe d'Albanie 2015-2016 - FK Partizani Tirana (1.575) 2e d'Albanie en 2015-2016 - Teuta Durrës (1.825) 4e d'Albanie en 2015-2016 - CS Fola Esch (3.550) 2e du Luxembourg en 2015-2016 - FC Differdange 03 (4.800) 3e du Luxembourg en 2015-2016 - La Jeunesse d'Esch (2.050) 4e du Luxembourg en 2015-2016 - Glenavon FC (1.400) Vainqueur de la Coupe d'Irlande du Nord 2015-2016 - Linfield FC (4.400) 2e d'Irlande du Nord en 2015-2016 - Cliftonville FC (3.400) Vainqueur des playoffs d'Irlande du Nord en 2015-2016 - FK Trakai (1.425) 2e de Lituanie en 2015 - FK Atlantas Klaipėda (1.675) 3e de Lituanie en 2015 - FK Sūduva Marijampolė (2.175) 4e de Lituanie en 2015 - FK Jelgava (1.825) Vainqueur de la Coupe de Lettonie 2015-2016 - FK Ventspils (6.075) 3e de Lettonie en 2015. - FK Spartaks Jurmala (1.575) 5e de Lettonie en 2015 - Hibernians FC (2.466) 2e de Malte en 2015-2016 - Birkirkara FC (2.966) 3e de Malte en 2015-2016 - Balzan FC (0.966) 4e de Malte en 2015-2016 - FC Levadia Tallinn (3.850) 2e d'Estonie en 2015 - JK Nõmme Kalju (3.850) 3e d'Estonie en 2015 - FC Infonet Tallinn (0.850) 4e d'Estonie en 2015 - Víkingur Gøta (2.725) Vainqueur de la Coupe des îles Féroé 2015 - NSÍ Runavík (1.475) 2e des îles Féroé en 2015 - HB Tórshavn (3.225) 4e des îles Féroé en 2015 - Bala Town (1.200) 2e du pays de Galles en 2015-2016 - Llandudno (0.700) 3e du pays de Galles en 2015-2016 - Gap Connah's Quay (0.700) Vainqueur des playoffs du pays de Galles en 2015-2016 - Banants Erevan (1.575) Vainqueur de la Coupe d'Arménie 2015-2016 - Shirak FC (3.075) 2e d'Arménie en 2015-2016 - Pyunik Erevan (3.825) 3e d'Arménie en 2015-2016 - UE Santa Coloma (1.199) Vainqueur de la Coupe d'Andorre 2016 - FC Lusitanos (1.699) 2e d'Andorre en 2015-2016 - SP La Fiorita (1.316) Vainqueur de la Coupe de Saint-Marin 2015-2016 - SS Folgore/Falciano (0.816) 3e de Saint-Marin en 2015-2016 - Europa FC (0.700) 2e de Gibraltar en 2015-2016 | - FK Radnik Bijeljina (1.425) Vainqueur de la Coupe de Bosnie-Herzégovine 2015-2016 - FK Sloboda Tuzla (1.425) 2e de Bosnie-Herzégovine en 2015-2016 - NK Široki Brijeg (3.675) 3e de Bosnie-Herzégovine en 2015-2016 - FC Vaduz (4.850) Vainqueur de la Coupe du Liechtenstein 2015-2016 - KF Shkëndija (2.950) Vainqueur de la Coupe de Macédoine 2015-2016 - FK Sileks Kratovo (1.200) 3e de Championnat de Macédoine 2015-2016 - FK Rabotnički Skopje (5.200) 4e de Championnat de Macédoine 2015-2016 - Cork City FC (1.340) 2e d'Irlande en 2015 - Shamrock Rovers FC (4.590) 3e d'Irlande en 2015 - St. Patrick's Athletic FC (4.590) 4e d'Irlande en 2015 - FK Rudar Pljevlja (3.225) Vainqueur de la Coupe du Monténégro 2015-2016 - FK Budućnost Podgorica (2.975) 2e du Monténégro en 2015-2016 - FK Bokelj Kotor (0.975) 4e du Monténégro en 2015-2016 - FK Kukësi (4.075) Vainqueur de la Coupe d'Albanie 2015-2016 - FK Partizani Tirana (1.575) 2e d'Albanie en 2015-2016 - Teuta Durrës (1.825) 4e d'Albanie en 2015-2016 - CS Fola Esch (3.550) 2e du Luxembourg en 2015-2016 - FC Differdange 03 (4.800) 3e du Luxembourg en 2015-2016 - La Jeunesse d'Esch (2.050) 4e du Luxembourg en 2015-2016 - Glenavon FC (1.400) Vainqueur de la Coupe d'Irlande du Nord 2015-2016 - Linfield FC (4.400) 2e d'Irlande du Nord en 2015-2016 - Cliftonville FC (3.400) Vainqueur des playoffs d'Irlande du Nord en 2015-2016 - FK Trakai (1.425) 2e de Lituanie en 2015 - FK Atlantas Klaipėda (1.675) 3e de Lituanie en 2015 - FK Sūduva Marijampolė (2.175) 4e de Lituanie en 2015 - FK Jelgava (1.825) Vainqueur de la Coupe de Lettonie 2015-2016 - FK Ventspils (6.075) 3e de Lettonie en 2015. - FK Spartaks Jurmala (1.575) 5e de Lettonie en 2015 - Hibernians FC (2.466) 2e de Malte en 2015-2016 - Birkirkara FC (2.966) 3e de Malte en 2015-2016 - Balzan FC (0.966) 4e de Malte en 2015-2016 - FC Levadia Tallinn (3.850) 2e d'Estonie en 2015 - JK Nõmme Kalju (3.850) 3e d'Estonie en 2015 - FC Infonet Tallinn (0.850) 4e d'Estonie en 2015 - Víkingur Gøta (2.725) Vainqueur de la Coupe des îles Féroé 2015 - NSÍ Runavík (1.475) 2e des îles Féroé en 2015 - HB Tórshavn (3.225) 4e des îles Féroé en 2015 - Bala Town (1.200) 2e du pays de Galles en 2015-2016 - Llandudno (0.700) 3e du pays de Galles en 2015-2016 - Gap Connah's Quay (0.700) Vainqueur des playoffs du pays de Galles en 2015-2016 - Banants Erevan (1.575) Vainqueur de la Coupe d'Arménie 2015-2016 - Shirak FC (3.075) 2e d'Arménie en 2015-2016 - Pyunik Erevan (3.825) 3e d'Arménie en 2015-2016 - UE Santa Coloma (1.199) Vainqueur de la Coupe d'Andorre 2016 - FC Lusitanos (1.699) 2e d'Andorre en 2015-2016 - SP La Fiorita (1.316) Vainqueur de la Coupe de Saint-Marin 2015-2016 - SS Folgore/Falciano (0.816) 3e de Saint-Marin en 2015-2016 - Europa FC (0.700) 2e de Gibraltar en 2015-2016 | - FK Radnik Bijeljina (1.425) Vainqueur de la Coupe de Bosnie-Herzégovine 2015-2016 - FK Sloboda Tuzla (1.425) 2e de Bosnie-Herzégovine en 2015-2016 - NK Široki Brijeg (3.675) 3e de Bosnie-Herzégovine en 2015-2016 - FC Vaduz (4.850) Vainqueur de la Coupe du Liechtenstein 2015-2016 - KF Shkëndija (2.950) Vainqueur de la Coupe de Macédoine 2015-2016 - FK Sileks Kratovo (1.200) 3e de Championnat de Macédoine 2015-2016 - FK Rabotnički Skopje (5.200) 4e de Championnat de Macédoine 2015-2016 - Cork City FC (1.340) 2e d'Irlande en 2015 - Shamrock Rovers FC (4.590) 3e d'Irlande en 2015 - St. Patrick's Athletic FC (4.590) 4e d'Irlande en 2015 - FK Rudar Pljevlja (3.225) Vainqueur de la Coupe du Monténégro 2015-2016 - FK Budućnost Podgorica (2.975) 2e du Monténégro en 2015-2016 - FK Bokelj Kotor (0.975) 4e du Monténégro en 2015-2016 - FK Kukësi (4.075) Vainqueur de la Coupe d'Albanie 2015-2016 - FK Partizani Tirana (1.575) 2e d'Albanie en 2015-2016 - Teuta Durrës (1.825) 4e d'Albanie en 2015-2016 - CS Fola Esch (3.550) 2e du Luxembourg en 2015-2016 - FC Differdange 03 (4.800) 3e du Luxembourg en 2015-2016 - La Jeunesse d'Esch (2.050) 4e du Luxembourg en 2015-2016 - Glenavon FC (1.400) Vainqueur de la Coupe d'Irlande du Nord 2015-2016 - Linfield FC (4.400) 2e d'Irlande du Nord en 2015-2016 - Cliftonville FC (3.400) Vainqueur des playoffs d'Irlande du Nord en 2015-2016 - FK Trakai (1.425) 2e de Lituanie en 2015 - FK Atlantas Klaipėda (1.675) 3e de Lituanie en 2015 - FK Sūduva Marijampolė (2.175) 4e de Lituanie en 2015 - FK Jelgava (1.825) Vainqueur de la Coupe de Lettonie 2015-2016 - FK Ventspils (6.075) 3e de Lettonie en 2015. - FK Spartaks Jurmala (1.575) 5e de Lettonie en 2015 - Hibernians FC (2.466) 2e de Malte en 2015-2016 - Birkirkara FC (2.966) 3e de Malte en 2015-2016 - Balzan FC (0.966) 4e de Malte en 2015-2016 - FC Levadia Tallinn (3.850) 2e d'Estonie en 2015 - JK Nõmme Kalju (3.850) 3e d'Estonie en 2015 - FC Infonet Tallinn (0.850) 4e d'Estonie en 2015 - Víkingur Gøta (2.725) Vainqueur de la Coupe des îles Féroé 2015 - NSÍ Runavík (1.475) 2e des îles Féroé en 2015 - HB Tórshavn (3.225) 4e des îles Féroé en 2015 - Bala Town (1.200) 2e du pays de Galles en 2015-2016 - Llandudno (0.700) 3e du pays de Galles en 2015-2016 - Gap Connah's Quay (0.700) Vainqueur des playoffs du pays de Galles en 2015-2016 - Banants Erevan (1.575) Vainqueur de la Coupe d'Arménie 2015-2016 - Shirak FC (3.075) 2e d'Arménie en 2015-2016 - Pyunik Erevan (3.825) 3e d'Arménie en 2015-2016 - UE Santa Coloma (1.199) Vainqueur de la Coupe d'Andorre 2016 - FC Lusitanos (1.699) 2e d'Andorre en 2015-2016 - SP La Fiorita (1.316) Vainqueur de la Coupe de Saint-Marin 2015-2016 - SS Folgore/Falciano (0.816) 3e de Saint-Marin en 2015-2016 - Europa FC (0.700) 2e de Gibraltar en 2015-2016 | - FK Radnik Bijeljina (1.425) Vainqueur de la Coupe de Bosnie-Herzégovine 2015-2016 - FK Sloboda Tuzla (1.425) 2e de Bosnie-Herzégovine en 2015-2016 - NK Široki Brijeg (3.675) 3e de Bosnie-Herzégovine en 2015-2016 - FC Vaduz (4.850) Vainqueur de la Coupe du Liechtenstein 2015-2016 - KF Shkëndija (2.950) Vainqueur de la Coupe de Macédoine 2015-2016 - FK Sileks Kratovo (1.200) 3e de Championnat de Macédoine 2015-2016 - FK Rabotnički Skopje (5.200) 4e de Championnat de Macédoine 2015-2016 - Cork City FC (1.340) 2e d'Irlande en 2015 - Shamrock Rovers FC (4.590) 3e d'Irlande en 2015 - St. Patrick's Athletic FC (4.590) 4e d'Irlande en 2015 - FK Rudar Pljevlja (3.225) Vainqueur de la Coupe du Monténégro 2015-2016 - FK Budućnost Podgorica (2.975) 2e du Monténégro en 2015-2016 - FK Bokelj Kotor (0.975) 4e du Monténégro en 2015-2016 - FK Kukësi (4.075) Vainqueur de la Coupe d'Albanie 2015-2016 - FK Partizani Tirana (1.575) 2e d'Albanie en 2015-2016 - Teuta Durrës (1.825) 4e d'Albanie en 2015-2016 - CS Fola Esch (3.550) 2e du Luxembourg en 2015-2016 - FC Differdange 03 (4.800) 3e du Luxembourg en 2015-2016 - La Jeunesse d'Esch (2.050) 4e du Luxembourg en 2015-2016 - Glenavon FC (1.400) Vainqueur de la Coupe d'Irlande du Nord 2015-2016 - Linfield FC (4.400) 2e d'Irlande du Nord en 2015-2016 - Cliftonville FC (3.400) Vainqueur des playoffs d'Irlande du Nord en 2015-2016 - FK Trakai (1.425) 2e de Lituanie en 2015 - FK Atlantas Klaipėda (1.675) 3e de Lituanie en 2015 - FK Sūduva Marijampolė (2.175) 4e de Lituanie en 2015 - FK Jelgava (1.825) Vainqueur de la Coupe de Lettonie 2015-2016 - FK Ventspils (6.075) 3e de Lettonie en 2015. - FK Spartaks Jurmala (1.575) 5e de Lettonie en 2015 - Hibernians FC (2.466) 2e de Malte en 2015-2016 - Birkirkara FC (2.966) 3e de Malte en 2015-2016 - Balzan FC (0.966) 4e de Malte en 2015-2016 - FC Levadia Tallinn (3.850) 2e d'Estonie en 2015 - JK Nõmme Kalju (3.850) 3e d'Estonie en 2015 - FC Infonet Tallinn (0.850) 4e d'Estonie en 2015 - Víkingur Gøta (2.725) Vainqueur de la Coupe des îles Féroé 2015 - NSÍ Runavík (1.475) 2e des îles Féroé en 2015 - HB Tórshavn (3.225) 4e des îles Féroé en 2015 - Bala Town (1.200) 2e du pays de Galles en 2015-2016 - Llandudno (0.700) 3e du pays de Galles en 2015-2016 - Gap Connah's Quay (0.700) Vainqueur des playoffs du pays de Galles en 2015-2016 - Banants Erevan (1.575) Vainqueur de la Coupe d'Arménie 2015-2016 - Shirak FC (3.075) 2e d'Arménie en 2015-2016 - Pyunik Erevan (3.825) 3e d'Arménie en 2015-2016 - UE Santa Coloma (1.199) Vainqueur de la Coupe d'Andorre 2016 - FC Lusitanos (1.699) 2e d'Andorre en 2015-2016 - SP La Fiorita (1.316) Vainqueur de la Coupe de Saint-Marin 2015-2016 - SS Folgore/Falciano (0.816) 3e de Saint-Marin en 2015-2016 - Europa FC (0.700) 2e de Gibraltar en 2015-2016 | - FK Radnik Bijeljina (1.425) Vainqueur de la Coupe de Bosnie-Herzégovine 2015-2016 - FK Sloboda Tuzla (1.425) 2e de Bosnie-Herzégovine en 2015-2016 - NK Široki Brijeg (3.675) 3e de Bosnie-Herzégovine en 2015-2016 - FC Vaduz (4.850) Vainqueur de la Coupe du Liechtenstein 2015-2016 - KF Shkëndija (2.950) Vainqueur de la Coupe de Macédoine 2015-2016 - FK Sileks Kratovo (1.200) 3e de Championnat de Macédoine 2015-2016 - FK Rabotnički Skopje (5.200) 4e de Championnat de Macédoine 2015-2016 - Cork City FC (1.340) 2e d'Irlande en 2015 - Shamrock Rovers FC (4.590) 3e d'Irlande en 2015 - St. Patrick's Athletic FC (4.590) 4e d'Irlande en 2015 - FK Rudar Pljevlja (3.225) Vainqueur de la Coupe du Monténégro 2015-2016 - FK Budućnost Podgorica (2.975) 2e du Monténégro en 2015-2016 - FK Bokelj Kotor (0.975) 4e du Monténégro en 2015-2016 - FK Kukësi (4.075) Vainqueur de la Coupe d'Albanie 2015-2016 - FK Partizani Tirana (1.575) 2e d'Albanie en 2015-2016 - Teuta Durrës (1.825) 4e d'Albanie en 2015-2016 - CS Fola Esch (3.550) 2e du Luxembourg en 2015-2016 - FC Differdange 03 (4.800) 3e du Luxembourg en 2015-2016 - La Jeunesse d'Esch (2.050) 4e du Luxembourg en 2015-2016 - Glenavon FC (1.400) Vainqueur de la Coupe d'Irlande du Nord 2015-2016 - Linfield FC (4.400) 2e d'Irlande du Nord en 2015-2016 - Cliftonville FC (3.400) Vainqueur des playoffs d'Irlande du Nord en 2015-2016 - FK Trakai (1.425) 2e de Lituanie en 2015 - FK Atlantas Klaipėda (1.675) 3e de Lituanie en 2015 - FK Sūduva Marijampolė (2.175) 4e de Lituanie en 2015 - FK Jelgava (1.825) Vainqueur de la Coupe de Lettonie 2015-2016 - FK Ventspils (6.075) 3e de Lettonie en 2015. - FK Spartaks Jurmala (1.575) 5e de Lettonie en 2015 - Hibernians FC (2.466) 2e de Malte en 2015-2016 - Birkirkara FC (2.966) 3e de Malte en 2015-2016 - Balzan FC (0.966) 4e de Malte en 2015-2016 - FC Levadia Tallinn (3.850) 2e d'Estonie en 2015 - JK Nõmme Kalju (3.850) 3e d'Estonie en 2015 - FC Infonet Tallinn (0.850) 4e d'Estonie en 2015 - Víkingur Gøta (2.725) Vainqueur de la Coupe des îles Féroé 2015 - NSÍ Runavík (1.475) 2e des îles Féroé en 2015 - HB Tórshavn (3.225) 4e des îles Féroé en 2015 - Bala Town (1.200) 2e du pays de Galles en 2015-2016 - Llandudno (0.700) 3e du pays de Galles en 2015-2016 - Gap Connah's Quay (0.700) Vainqueur des playoffs du pays de Galles en 2015-2016 - Banants Erevan (1.575) Vainqueur de la Coupe d'Arménie 2015-2016 - Shirak FC (3.075) 2e d'Arménie en 2015-2016 - Pyunik Erevan (3.825) 3e d'Arménie en 2015-2016 - UE Santa Coloma (1.199) Vainqueur de la Coupe d'Andorre 2016 - FC Lusitanos (1.699) 2e d'Andorre en 2015-2016 - SP La Fiorita (1.316) Vainqueur de la Coupe de Saint-Marin 2015-2016 - SS Folgore/Falciano (0.816) 3e de Saint-Marin en 2015-2016 - Europa FC (0.700) 2e de Gibraltar en 2015-2016 | - FK Radnik Bijeljina (1.425) Vainqueur de la Coupe de Bosnie-Herzégovine 2015-2016 - FK Sloboda Tuzla (1.425) 2e de Bosnie-Herzégovine en 2015-2016 - NK Široki Brijeg (3.675) 3e de Bosnie-Herzégovine en 2015-2016 - FC Vaduz (4.850) Vainqueur de la Coupe du Liechtenstein 2015-2016 - KF Shkëndija (2.950) Vainqueur de la Coupe de Macédoine 2015-2016 - FK Sileks Kratovo (1.200) 3e de Championnat de Macédoine 2015-2016 - FK Rabotnički Skopje (5.200) 4e de Championnat de Macédoine 2015-2016 - Cork City FC (1.340) 2e d'Irlande en 2015 - Shamrock Rovers FC (4.590) 3e d'Irlande en 2015 - St. Patrick's Athletic FC (4.590) 4e d'Irlande en 2015 - FK Rudar Pljevlja (3.225) Vainqueur de la Coupe du Monténégro 2015-2016 - FK Budućnost Podgorica (2.975) 2e du Monténégro en 2015-2016 - FK Bokelj Kotor (0.975) 4e du Monténégro en 2015-2016 - FK Kukësi (4.075) Vainqueur de la Coupe d'Albanie 2015-2016 - FK Partizani Tirana (1.575) 2e d'Albanie en 2015-2016 - Teuta Durrës (1.825) 4e d'Albanie en 2015-2016 - CS Fola Esch (3.550) 2e du Luxembourg en 2015-2016 - FC Differdange 03 (4.800) 3e du Luxembourg en 2015-2016 - La Jeunesse d'Esch (2.050) 4e du Luxembourg en 2015-2016 - Glenavon FC (1.400) Vainqueur de la Coupe d'Irlande du Nord 2015-2016 - Linfield FC (4.400) 2e d'Irlande du Nord en 2015-2016 - Cliftonville FC (3.400) Vainqueur des playoffs d'Irlande du Nord en 2015-2016 - FK Trakai (1.425) 2e de Lituanie en 2015 - FK Atlantas Klaipėda (1.675) 3e de Lituanie en 2015 - FK Sūduva Marijampolė (2.175) 4e de Lituanie en 2015 - FK Jelgava (1.825) Vainqueur de la Coupe de Lettonie 2015-2016 - FK Ventspils (6.075) 3e de Lettonie en 2015. - FK Spartaks Jurmala (1.575) 5e de Lettonie en 2015 - Hibernians FC (2.466) 2e de Malte en 2015-2016 - Birkirkara FC (2.966) 3e de Malte en 2015-2016 - Balzan FC (0.966) 4e de Malte en 2015-2016 - FC Levadia Tallinn (3.850) 2e d'Estonie en 2015 - JK Nõmme Kalju (3.850) 3e d'Estonie en 2015 - FC Infonet Tallinn (0.850) 4e d'Estonie en 2015 - Víkingur Gøta (2.725) Vainqueur de la Coupe des îles Féroé 2015 - NSÍ Runavík (1.475) 2e des îles Féroé en 2015 - HB Tórshavn (3.225) 4e des îles Féroé en 2015 - Bala Town (1.200) 2e du pays de Galles en 2015-2016 - Llandudno (0.700) 3e du pays de Galles en 2015-2016 - Gap Connah's Quay (0.700) Vainqueur des playoffs du pays de Galles en 2015-2016 - Banants Erevan (1.575) Vainqueur de la Coupe d'Arménie 2015-2016 - Shirak FC (3.075) 2e d'Arménie en 2015-2016 - Pyunik Erevan (3.825) 3e d'Arménie en 2015-2016 - UE Santa Coloma (1.199) Vainqueur de la Coupe d'Andorre 2016 - FC Lusitanos (1.699) 2e d'Andorre en 2015-2016 - SP La Fiorita (1.316) Vainqueur de la Coupe de Saint-Marin 2015-2016 - SS Folgore/Falciano (0.816) 3e de Saint-Marin en 2015-2016 - Europa FC (0.700) 2e de Gibraltar en 2015-2016 | - FK Radnik Bijeljina (1.425) Vainqueur de la Coupe de Bosnie-Herzégovine 2015-2016 - FK Sloboda Tuzla (1.425) 2e de Bosnie-Herzégovine en 2015-2016 - NK Široki Brijeg (3.675) 3e de Bosnie-Herzégovine en 2015-2016 - FC Vaduz (4.850) Vainqueur de la Coupe du Liechtenstein 2015-2016 - KF Shkëndija (2.950) Vainqueur de la Coupe de Macédoine 2015-2016 - FK Sileks Kratovo (1.200) 3e de Championnat de Macédoine 2015-2016 - FK Rabotnički Skopje (5.200) 4e de Championnat de Macédoine 2015-2016 - Cork City FC (1.340) 2e d'Irlande en 2015 - Shamrock Rovers FC (4.590) 3e d'Irlande en 2015 - St. Patrick's Athletic FC (4.590) 4e d'Irlande en 2015 - FK Rudar Pljevlja (3.225) Vainqueur de la Coupe du Monténégro 2015-2016 - FK Budućnost Podgorica (2.975) 2e du Monténégro en 2015-2016 - FK Bokelj Kotor (0.975) 4e du Monténégro en 2015-2016 - FK Kukësi (4.075) Vainqueur de la Coupe d'Albanie 2015-2016 - FK Partizani Tirana (1.575) 2e d'Albanie en 2015-2016 - Teuta Durrës (1.825) 4e d'Albanie en 2015-2016 - CS Fola Esch (3.550) 2e du Luxembourg en 2015-2016 - FC Differdange 03 (4.800) 3e du Luxembourg en 2015-2016 - La Jeunesse d'Esch (2.050) 4e du Luxembourg en 2015-2016 - Glenavon FC (1.400) Vainqueur de la Coupe d'Irlande du Nord 2015-2016 - Linfield FC (4.400) 2e d'Irlande du Nord en 2015-2016 - Cliftonville FC (3.400) Vainqueur des playoffs d'Irlande du Nord en 2015-2016 - FK Trakai (1.425) 2e de Lituanie en 2015 - FK Atlantas Klaipėda (1.675) 3e de Lituanie en 2015 - FK Sūduva Marijampolė (2.175) 4e de Lituanie en 2015 - FK Jelgava (1.825) Vainqueur de la Coupe de Lettonie 2015-2016 - FK Ventspils (6.075) 3e de Lettonie en 2015. - FK Spartaks Jurmala (1.575) 5e de Lettonie en 2015 - Hibernians FC (2.466) 2e de Malte en 2015-2016 - Birkirkara FC (2.966) 3e de Malte en 2015-2016 - Balzan FC (0.966) 4e de Malte en 2015-2016 - FC Levadia Tallinn (3.850) 2e d'Estonie en 2015 - JK Nõmme Kalju (3.850) 3e d'Estonie en 2015 - FC Infonet Tallinn (0.850) 4e d'Estonie en 2015 - Víkingur Gøta (2.725) Vainqueur de la Coupe des îles Féroé 2015 - NSÍ Runavík (1.475) 2e des îles Féroé en 2015 - HB Tórshavn (3.225) 4e des îles Féroé en 2015 - Bala Town (1.200) 2e du pays de Galles en 2015-2016 - Llandudno (0.700) 3e du pays de Galles en 2015-2016 - Gap Connah's Quay (0.700) Vainqueur des playoffs du pays de Galles en 2015-2016 - Banants Erevan (1.575) Vainqueur de la Coupe d'Arménie 2015-2016 - Shirak FC (3.075) 2e d'Arménie en 2015-2016 - Pyunik Erevan (3.825) 3e d'Arménie en 2015-2016 - UE Santa Coloma (1.199) Vainqueur de la Coupe d'Andorre 2016 - FC Lusitanos (1.699) 2e d'Andorre en 2015-2016 - SP La Fiorita (1.316) Vainqueur de la Coupe de Saint-Marin 2015-2016 - SS Folgore/Falciano (0.816) 3e de Saint-Marin en 2015-2016 - Europa FC (0.700) 2e de Gibraltar en 2015-2016 | - FK Radnik Bijeljina (1.425) Vainqueur de la Coupe de Bosnie-Herzégovine 2015-2016 - FK Sloboda Tuzla (1.425) 2e de Bosnie-Herzégovine en 2015-2016 - NK Široki Brijeg (3.675) 3e de Bosnie-Herzégovine en 2015-2016 - FC Vaduz (4.850) Vainqueur de la Coupe du Liechtenstein 2015-2016 - KF Shkëndija (2.950) Vainqueur de la Coupe de Macédoine 2015-2016 - FK Sileks Kratovo (1.200) 3e de Championnat de Macédoine 2015-2016 - FK Rabotnički Skopje (5.200) 4e de Championnat de Macédoine 2015-2016 - Cork City FC (1.340) 2e d'Irlande en 2015 - Shamrock Rovers FC (4.590) 3e d'Irlande en 2015 - St. Patrick's Athletic FC (4.590) 4e d'Irlande en 2015 - FK Rudar Pljevlja (3.225) Vainqueur de la Coupe du Monténégro 2015-2016 - FK Budućnost Podgorica (2.975) 2e du Monténégro en 2015-2016 - FK Bokelj Kotor (0.975) 4e du Monténégro en 2015-2016 - FK Kukësi (4.075) Vainqueur de la Coupe d'Albanie 2015-2016 - FK Partizani Tirana (1.575) 2e d'Albanie en 2015-2016 - Teuta Durrës (1.825) 4e d'Albanie en 2015-2016 - CS Fola Esch (3.550) 2e du Luxembourg en 2015-2016 - FC Differdange 03 (4.800) 3e du Luxembourg en 2015-2016 - La Jeunesse d'Esch (2.050) 4e du Luxembourg en 2015-2016 - Glenavon FC (1.400) Vainqueur de la Coupe d'Irlande du Nord 2015-2016 - Linfield FC (4.400) 2e d'Irlande du Nord en 2015-2016 - Cliftonville FC (3.400) Vainqueur des playoffs d'Irlande du Nord en 2015-2016 - FK Trakai (1.425) 2e de Lituanie en 2015 - FK Atlantas Klaipėda (1.675) 3e de Lituanie en 2015 - FK Sūduva Marijampolė (2.175) 4e de Lituanie en 2015 - FK Jelgava (1.825) Vainqueur de la Coupe de Lettonie 2015-2016 - FK Ventspils (6.075) 3e de Lettonie en 2015. - FK Spartaks Jurmala (1.575) 5e de Lettonie en 2015 - Hibernians FC (2.466) 2e de Malte en 2015-2016 - Birkirkara FC (2.966) 3e de Malte en 2015-2016 - Balzan FC (0.966) 4e de Malte en 2015-2016 - FC Levadia Tallinn (3.850) 2e d'Estonie en 2015 - JK Nõmme Kalju (3.850) 3e d'Estonie en 2015 - FC Infonet Tallinn (0.850) 4e d'Estonie en 2015 - Víkingur Gøta (2.725) Vainqueur de la Coupe des îles Féroé 2015 - NSÍ Runavík (1.475) 2e des îles Féroé en 2015 - HB Tórshavn (3.225) 4e des îles Féroé en 2015 - Bala Town (1.200) 2e du pays de Galles en 2015-2016 - Llandudno (0.700) 3e du pays de Galles en 2015-2016 - Gap Connah's Quay (0.700) Vainqueur des playoffs du pays de Galles en 2015-2016 - Banants Erevan (1.575) Vainqueur de la Coupe d'Arménie 2015-2016 - Shirak FC (3.075) 2e d'Arménie en 2015-2016 - Pyunik Erevan (3.825) 3e d'Arménie en 2015-2016 - UE Santa Coloma (1.199) Vainqueur de la Coupe d'Andorre 2016 - FC Lusitanos (1.699) 2e d'Andorre en 2015-2016 - SP La Fiorita (1.316) Vainqueur de la Coupe de Saint-Marin 2015-2016 - SS Folgore/Falciano (0.816) 3e de Saint-Marin en 2015-2016 - Europa FC (0.700) 2e de Gibraltar en 2015-2016 |

## Calendrier
| Nom                                                                    | Tirage au sort          | Date aller                           | Date retour                       | Équipes participantes |
| ---------------------------------------------------------------------- | ----------------------- | ------------------------------------ | --------------------------------- | --------------------- |
| Tours de qualification (2016)                                          |                         |                                      |                                   |                       |
| Premier tour de qualification                                          | 20 juin Nyon            | 30 juin                              | 7 juillet                         | 96                    |
| Deuxième tour de qualification                                         | 20 juin Nyon            | 14 juillet                           | 21 juillet                        | 66 (48 + 18)          |
| Troisième tour de qualification                                        | 15 juillet Nyon         | 28 juillet                           | 4 août                            | 58 (33 + 25)          |
| Tour de barrages                                                       | 5 août Nyon             | 18 août                              | 25 août                           | 44 (29 + 15)          |
| Phase de groupes (2016)                                                |                         |                                      |                                   |                       |
| Journées 1 et 5 Journées 2 et 6 Journées 3 et 4                        | 26 août Monaco          | 15 septembre 29 septembre 20 octobre | 24 novembre 8 décembre 3 novembre | 48 (16 + 22 + 10)     |
| Phase finale (2017)                                                    |                         |                                      |                                   |                       |
| Seizièmes de finale                                                    | 12 décembre 2016 Nyon   | 16 février                           | 23 février                        | 32 (24 + 8)           |
| Huitièmes de finale                                                    | 24 février 2017 Nyon    | 9 mars                               | 16 mars                           | 16                    |
| Quarts de finale                                                       | 17 mars Nyon            | 13 avril                             | 20 avril                          | 8                     |
| Demi-finale                                                            | 21 avril Nyon           | 4 mai                                | 11 mai                            | 4                     |
| Finale                                                                 | mercredi 24 mai à Solna | mercredi 24 mai à Solna              | mercredi 24 mai à Solna           | 2                     |
| en italique : clubs repêchés de la Ligue des champions lors de ce tour |                         |                                      |                                   |                       |

## Phase qualificative
Les équipes marquées d'un astérisque sont têtes de série lors du tirage au sort et ne peuvent se rencontrer.

### Premier tour de qualification
Un total de 96 équipes prend part au premier tour de qualification.
| Équipe                | Aller | Total           | Retour      | Équipe               |
| --------------------- | ----- | --------------- | ----------- | -------------------- |
| *FC Midtjylland       | 1 - 0 | 2 - 0           | 1 - 0       | Sūduva Marijampolė   |
| *Heart of Midlothian  | 2 - 1 | 6 - 3           | 4 - 2       | Tallinn Infonet      |
| Connah's Quay         | 0 - 0 | 1 - 0           | 1 - 0       | Stabæk*              |
| *FK Ventspils         | 2 - 0 | 4 - 0           | 2 - 0       | Víkingur Gøta        |
| *Linfield FC          | 0 - 1 | 1 - 2           | 1 - 1       | Cork City            |
| *Levadia Tallinn      | 1 - 1 | 3 - 1           | 2 - 0       | HB Tórshavn          |
| Atlantas Klaipėda     | 0 - 2 | 1 - 3           | 1 - 1       | HJK Helsinki*        |
| *IFK Göteborg         | 5 - 0 | 7 - 1           | 2 - 1       | Llandudno FC         |
| *St. Patrick's        | 1 - 0 | 2E - 2          | 1 - 2       | Jeunesse d'Esch      |
| *KR Reykjavik         | 2 - 1 | 8 - 1           | 6 - 0       | Glenavon FC          |
| *Shamrock Rovers      | 0 - 2 | 1 - 3           | 1 - 1       | RoPS                 |
| Valur Reykjavik       | 1 - 4 | 1 - 10          | 0 - 6       | Brøndby IF*          |
| *Aberdeen FC          | 3 - 1 | 3 - 2           | 0 - 1       | CS Fola Esch         |
| FK Trakai             | 2 - 1 | 3 - 5           | 1 - 4       | Nõmme Kalju*         |
| *Dynamo Minsk         | 2 - 1 | 4 - 1           | 2 - 0       | Spartaks Jūrmala     |
| *Breiðablik Kopavogur | 2 - 3 | 4 - 5           | 2 - 2       | FK Jelgava           |
| NSÍ Runavík           | 0 - 2 | 0 - 7           | 0 - 5       | Chakhtior Soligorsk* |
| *AIK Solna            | 2 - 0 | 4 - 0           | 2 - 0       | Bala Town            |
| *FC Differdange 03    | 1 - 1 | 1 - 3           | 0 - 2       | Cliftonville FC      |
| *Odds BK              | 2 - 0 | 3 - 1           | 1 - 1       | IFK Mariehamn        |
| *NK Domžale           | 3 - 1 | 5 - 2           | 2 - 1       | FC Lusitanos         |
| Bokelj Kotor          | 1 - 1 | 1 - 6           | 0 - 5       | Vojvodina Novi Sad*  |
| *AEK Larnaca          | 3 - 0 | 6 - 1           | 3 - 1       | Folgore/Falciano     |
| *Dila Gori            | 1 - 0 | 1 - 1 1 - 4 tab | 0 - 1 ap    | Shirak FC            |
| *Široki Brijeg        | 1 - 1 | 1 - 3           | 0 - 2       | Birkirkara FC        |
| *Videoton FC          | 3 - 0 | 3 - 2           | 0 - 2       | Zaria Bălți          |
| UE Santa Coloma       | 1 - 3 | 2 - 7           | 1 - 4       | Lokomotiva Zagreb*   |
| Europa FC             | 2 - 0 | 3 - 2           | 1 - 2       | Pyunik Erevan*       |
| *FK Čukarički         | 3 - 0 | 6 - 3           | 3 - 3       | Ordabasy Chymkent    |
| *Rabotnički Skopje    | 1 - 1 | 1 - 2           | 0 - 1       | Budućnost Podgorica  |
| *Zimbru Chișinău      | 0 - 1 | 3E - 3          | 3 - 2       | Chikhura Sachkhere   |
| Sloboda Tuzla         | 0 - 0 | 0 - 1           | 0 - 1       | Beitar Jérusalem*    |
| *FK Kukësi            | 1 - 1 | 2 - 1           | 1 - 0       | Rudar Pljevlja       |
| Balzan FC             | 0 - 2 | 2 - 3           | 2 - 1       | Neftchi Bakou*       |
| *Admira Wacker        | 1 - 1 | 4 - 3           | 3 - 2       | Spartak Myjava       |
| *Beroe Stara Zagora   | 0 - 0 | 2 - 0           | 2 - 0       | Radnik Bijeljina     |
| La Fiorita            | 0 - 5 | 0 - 7           | 0 - 2       | Debrecen VSC*        |
| *FC Vaduz             | 3 - 1 | 5 - 2           | 2 - 1       | Sileks Kratovo       |
| *Maccabi Tel-Aviv     | 3 - 0 | 4 - 0           | 1 - 0       | ND Gorica            |
| *FK Qabala            | 5 - 1 | 6 - 3           | 1 - 2       | FC Samtredia         |
| Teuta Durrës          | 0 - 1 | 0 - 6           | 0 - 5       | Kairat Almaty*       |
| *Spartak Trnava       | 3 - 0 | 6 - 0           | 3 - 0       | Hibernians FC        |
| FC Banants            | 0 - 1 | 1 - 5           | 1 - 4 a. p. | Omonia Nicosie*      |
| KF Shkëndija          | 2 - 0 | 4 - 1           | 2 - 1       | Cracovia*            |
| Slavia Sofia          | 1 - 0 | 1 - 3           | 0 - 3       | Zagłębie Lubin*      |
| *FC Aktobe            | 1 - 1 | 1 - 3           | 0 - 2       | MTK Budapest         |
| Partizani Tirana      | 0 - 0 | Annulé          | Annulé      | Slovan Bratislava*   |
| Kapaz PFC             | 0 - 0 | 1 - 0           | 1 - 0       | Dacia Chișinău*      |

1. ↑  Confrontation annulée et victoire du Slovan Bratislava à la suite du remplacement du Skenderbeu Korçe, exclu de la Ligue des champions pour une affaire de matchs truqués, par le Partizani Tirana, et donc du retrait de ce dernier de la compétition.

### Deuxième tour de qualification
Un total de 66 équipes prend part au deuxième tour de qualification : 18 équipes intégrant la compétition à ce stade, rejointes par les 48 vainqueurs du premier tour.
| Équipe               | Aller | Total           | Retour | Équipe               |
| -------------------- | ----- | --------------- | ------ | -------------------- |
| Shirak FC            | 1 - 1 | 1 - 3           | 0 - 2  | Spartak Trnava*      |
| *Dynamo Minsk        | 1 - 1 | 2 - 1           | 1 - 0  | St. Patrick's        |
| *Partizan Belgrade   | 0 - 0 | 0 - 0 3 - 4 tab | 0 - 0  | Zagłębie Lubin       |
| *Vojvodina Novi Sad  | 1 - 0 | 3 - 1           | 2 - 1  | Connah's Quay        |
| *Maccabi Haïfa       | 1 - 1 | 2 - 2 3 - 5 tab | 1 - 1  | Nõmme Kalju          |
| Hibernian FC         | 0 - 1 | 1 - 1 3 - 5 tab | 1 - 0  | Brøndby IF*          |
| *Chakhtior Soligorsk | 1 - 1 | 2 - 3           | 1 - 2  | NK Domžale           |
| *Austria Vienne      | 1 - 0 | 5 - 1           | 4 - 1  | FK Kukësi            |
| MTK Budapest         | 1 - 2 | 1 - 4           | 0 - 2  | FK Qabala*           |
| Beroe Stara Zagora   | 1 - 1 | 1 - 2           | 0 - 1  | HJK Helsinki*        |
| RoPS                 | 1 - 1 | 1 - 4           | 0 - 3  | Lokomotiva Zagreb*   |
| *Neftchi Bakou       | 0 - 0 | 0 - 1           | 0 - 1  | KF Shkëndija         |
| KR Reykjavik         | 3 - 3 | 4 - 5           | 1 - 2  | Grasshopper Zurich*  |
| *FC Midtjylland      | 3 - 0 | 5 - 2           | 2 - 2  | FC Vaduz             |
| Zimbru Chișinău      | 2 - 2 | 2 - 7           | 0 - 5  | Osmanlıspor*         |
| *PAS Giannina        | 3 - 0 | 4 - 3           | 1 - 3  | Odds BK              |
| Birkirkara FC        | 0 - 0 | 2 - 1           | 2 - 1  | Heart of Midlothian* |
| *NK Maribor          | 0 - 0 | 1E - 1          | 1 - 1  | Levski Sofia         |
| Piast Gliwice        | 0 - 3 | 0 - 3           | 0 - 0  | IFK Göteborg*        |
| *Slovan Bratislava   | 0 - 0 | 0 - 3           | 0 - 3  | FK Jelgava           |
| Beitar Jérusalem     | 1 - 0 | 3E - 3          | 2 - 3  | Omonia Nicosie*      |
| *Admira Wacker       | 1 - 0 | 3 - 0           | 2 - 0  | Kapaz PFC            |
| Aberdeen FC          | 3 - 0 | 4 - 0           | 1 - 0  | FK Ventspils*        |
| *BK Häcken           | 1 - 1 | 1 - 2           | 0 - 1  | Cork City            |
| Kairat Almaty        | 1 - 1 | 2 - 3           | 1 - 2  | Maccabi Tel-Aviv*    |
| *Debrecen VSC        | 1 - 2 | 1 - 3           | 0 - 1  | Torpedo Jodzina      |
| CSMS Iaşi            | 2 - 2 | 3 - 4           | 1 - 2  | Hajduk Split*        |
| *Videoton FC         | 2 - 0 | 3 - 1           | 1 - 1  | FK Čukarički         |
| Cliftonville FC      | 2 - 3 | 2 - 5           | 0 - 2  | AEK Larnaca*         |
| *AIK Solna           | 1 - 0 | 2 - 0           | 1 - 0  | Europa FC            |
| Levadia Tallinn      | 3 - 1 | 3 - 3E          | 0 - 2  | Slavia Prague*       |
| *KRC Genk            | 2 - 0 | 2 - 2 4 - 2 tab | 0 - 2  | Budućnost Podgorica  |
| SønderjyskE          | 2 - 1 | 4 - 3           | 2 - 2  | Strømsgodset IF*     |

### Troisième tour de qualification
Un total de 58 équipes prend part au troisième tour de qualification : 25 équipes intégrant la compétition à ce stade, rejointes par les 33 vainqueurs du deuxième tour.
| Équipe              | Aller | Total           | Retour   | Équipe             |
| ------------------- | ----- | --------------- | -------- | ------------------ |
| Lokomotiva Zagreb   | 0 - 0 | 3 - 2           | 3 - 2    | Vorskla Poltava*   |
| *AS Saint-Étienne   | 0 - 0 | 1 - 0           | 1 - 0    | AEK Athènes        |
| AEK Larnaca         | 1 - 1 | 2 - 1           | 1 - 0    | Spartak Moscou*    |
| Pandurii Târgu Jiu  | 1 - 3 | 2 - 5           | 1 - 2    | Maccabi Tel-Aviv*  |
| Vojvodina Novi Sad  | 1 - 1 | 3 - 1           | 2 - 0    | Dynamo Minsk*      |
| *Zagłębie Lubin     | 1 - 2 | 2 - 3           | 1 - 1    | SønderjyskE        |
| FC Lucerne          | 1 - 1 | 1 - 4           | 0 - 3    | US Sassuolo*       |
| Slavia Prague       | 0 - 0 | 1E - 1          | 1 - 1    | Rio Ave*           |
| Birkirkara FC       | 0 - 3 | 1 - 6           | 1 - 3    | FK Krasnodar*      |
| *AZ Alkmaar         | 1 - 0 | 3 - 1           | 2 - 1    | PAS Giannina       |
| FK Jelgava          | 1 - 1 | 1 - 4           | 0 - 3    | Beitar Jérusalem*  |
| *Austria Vienne     | 0 - 1 | 1 - 1 5 - 4 tab | 1 - 0    | Spartak Trnava     |
| *Panathinaïkos      | 1 - 0 | 3 - 0           | 2 - 0    | AIK Solna          |
| *Osmanlıspor        | 1 - 0 | 3 - 0           | 2 - 0    | Nõmme Kalju        |
| Aberdeen FC         | 1 - 1 | 1 - 2           | 0 - 1    | NK Maribor*        |
| *Lille OSC          | 1 - 1 | 1 - 2           | 0 - 1    | FK Qabala          |
| Oleksandriïa        | 0 - 3 | 1 - 6           | 1 - 3    | Hajduk Split*      |
| *Hertha Berlin      | 1 - 0 | 2 - 3           | 1 - 3    | Brøndby IF         |
| İstanbul Başakşehir | 0 - 0 | 2E - 2          | 2 - 2    | HNK Rijeka*        |
| Heracles Almelo     | 1 - 1 | 1 - 1E          | 0 - 0    | FC Arouca*         |
| Torpedo Jodzina     | 0 - 0 | 0 - 3           | 0 - 3    | Rapid Vienne*      |
| *KRC Genk           | 1 - 0 | 3 - 1           | 2 - 1    | Cork City          |
| KF Shkëndija        | 2 - 0 | 2 - 1           | 0 - 1    | FK Mladá Boleslav* |
| NK Domžale          | 2 - 1 | 2 - 4           | 0 - 3    | West Ham*          |
| Videoton FC         | 0 - 1 | 1 - 2           | 1 - 1 ap | FC Midtjylland*    |
| IFK Göteborg        | 1 - 2 | 3 - 2           | 2 - 0    | HJK Helsinki*      |
| Admira Wacker       | 1 - 2 | 1 - 4           | 0 - 2    | Slovan Liberec*    |
| *La Gantoise        | 5 - 0 | 5 - 0           | 0 - 0    | Viitorul Constanța |
| Grasshopper Zurich  | 2 - 1 | 5 - 4           | 3 - 3 ap | Apollon Limassol*  |

### Barrages
Un total de 44 équipes prend part aux barrages : les 29 vainqueurs du troisième tour ainsi que les 15 perdants du troisième tour de qualification à la Ligue des champions 2016-2017.
Les clubs en italique correspondent aux équipes reversées du 3e tour de qualification de la Ligue des champions.
| Groupe 1 | Groupe 1 | Groupe 2 | Groupe 2 |
| Têtes de série | Non-têtes de série | Têtes de série | Non-têtes de série |
| --- | --- | --- | --- |
| Olympiakos (70.940) KRC Genk (36.000) BATE Borisov (34.000) Rapid Vienne (23.520) FC Midtjylland (14.720)                             | FK Astana (12.575) FC Arouca (10.616) Osmanlıspor (6.920) Lokomotiva Zagreb (5.775) AS Trenčín (5.400)                                | AZ Alkmaar (43.612) PAOK Salonique (37.440) AS Saint-Étienne (26.049) Slovan Liberec (22.085) Austria Vienne (19.020)                    | Rosenborg BK (12.850) AEK Larnaca (9.435) Vojvodina Novi Sad (7.925) Dinamo Tbilissi (5.875) Beitar Jérusalem (4.225)                            |
| Groupe 3 | Groupe 3 | Groupe 4 | Groupe 4 |
| Têtes de série | Non-têtes de série | Têtes de série | Non-têtes de série |
| RSC Anderlecht (54.000) Fenerbahçe (40.920) FK Krasnodar (24.216) NK Maribor (21.625) West Ham United (16.256) Panathinaïkos (14.940) | Astra Giurgiu (11.076) Grasshopper Zurich (9.755) Brøndby IF (7.220) Slavia Prague (6.585) FK Qabala (5.225) Partizani Tirana (1.575) | Chakhtar Donetsk (81.976) Sparta Prague (40.585) La Gantoise (25.000) Maccabi Tel-Aviv (20.225) US Sassuolo (14.087) Qarabağ FK (13.475) | Hajduk Split (10.755) İstanbul Başakşehir (7.920) Étoile rouge de Belgrade (7.175) IFK Goteborg (6.475) SønderjyskE (3.720) KF Shkëndija (2.950) |

| Équipe              | Aller | Total           | Retour   | Équipe                   |
| ------------------- | ----- | --------------- | -------- | ------------------------ |
| FK Astana           | 2 - 0 | 4 - 2           | 2 - 2    | BATE Borisov*            |
| FC Arouca           | 0 - 1 | 1 - 3           | 1 - 2 ap | Olympiakos*              |
| *FC Midtjylland     | 0 - 1 | 0 - 3           | 0 - 2    | Osmanlıspor              |
| AS Trenčín          | 0 - 4 | 2 - 4           | 2 - 0    | Rapid Vienne*            |
| Lokomotiva Zagreb   | 2 - 2 | 2 - 4           | 0 - 2    | KRC Genk*                |
| AEK Larnaca         | 0 - 1 | 0 - 4           | 0 - 3    | Slovan Liberec*          |
| Dinamo Tbilissi     | 0 - 3 | 0 - 5           | 0 - 2    | PAOK Salonique*          |
| *Austria Vienne     | 2 - 1 | 4 - 2           | 2 - 1    | Rosenborg BK             |
| Beitar Jérusalem    | 1 - 2 | 1 - 2           | 0 - 0    | AS Saint-Étienne*        |
| Vojvodina Novi Sad  | 0 - 3 | 0 - 3           | 0 - 0    | AZ Alkmaar*              |
| FK Qabala           | 3 - 1 | 3 - 2           | 0 - 1    | NK Maribor*              |
| Slavia Prague       | 0 - 3 | 0 - 6           | 0 - 3    | RSC Anderlecht*          |
| Astra Giurgiu       | 1 - 1 | 2 - 1           | 1 - 0    | West Ham United*         |
| *Fenerbahçe         | 3 - 0 | 5 - 0           | 2 - 0    | Grasshopper Zurich       |
| *Panathinaïkos      | 3 - 0 | 4 - 1           | 1 - 1    | Brøndby IF               |
| *FK Krasnodar       | 4 - 0 | 4 - 0           | 0 - 0    | Partizani Tirana         |
| *La Gantoise        | 2 - 1 | 6 - 1           | 4 - 0    | KF Shkëndija             |
| İstanbul Başakşehir | 1 - 2 | 1 - 4           | 0 - 2    | Chakhtar Donetsk*        |
| SønderjyskE         | 0 - 0 | 2 - 3           | 2 - 3    | Sparta Prague*           |
| *US Sassuolo        | 3 - 0 | 4 - 1           | 1 - 1    | Étoile rouge de Belgrade |
| IFK Göteborg        | 1 - 0 | 1 - 3           | 0 - 3    | Qarabağ FK*              |
| *Maccabi Tel-Aviv   | 2 - 1 | 3 - 3 4 - 3 tab | 1 - 2 ap | Hajduk Split             |

## Phase de groupes

### Format et tirage au sort
Austria Vienne
Rapid Vienne
Olympiakos
Panathinaïkos
1 RSC Anderlecht
2 La Gantoise
3 KRC Genk
4 Standard Liège
Le tirage au sort de la phase de groupes a lieu le 26 août 2016 à Monaco. 48 équipes sont réparties en douze groupes de quatre et s'affrontent dans des mini-championnats de six journées. Les deux meilleures équipes de chaque groupe, soit vingt-quatre équipes, se qualifient pour les seizièmes de finale où elles seront rejointes par 8 équipes repêchées de la Ligue des champions.
Pour le tirage au sort, les 48 équipes sont réparties en quatre chapeaux selon leur coefficient UEFA. Un groupe est composé d'une équipe provenant de chaque chapeau et les clubs d'une même association nationale ne peuvent pas être tirés au sort dans le même groupe. Les équipes reversées du tour de barrages de la Ligue des champions sont indiquées en italique.
| Chapeau 1                | Chapeau 1 | Chapeau 2         | Chapeau 2 | Chapeau 3           | Chapeau 3 | Chapeau 4         | Chapeau 4 |
| ------------------------ | --------- | ----------------- | --------- | ------------------- | --------- | ----------------- | --------- |
| Schalke 04               | 96.035    | AZ Alkmaar        | 43.612    | La Gantoise         | 25.000    | Panathinaïkos     | 14.940    |
| Zénith Saint-Pétersbourg | 93.216    | Sporting Braga    | 43.116    | BSC Young Boys      | 24.755    | US Sassuolo       | 14.087    |
| Manchester United        | 82.256    | RB Salzbourg      | 42.500    | FK Krasnodar        | 24.116    | Qarabağ FK        | 13.475    |
| Chakhtar Donetsk         | 81.976    | AS Rome           | 41.587    | Rapid Vienne        | 23.520    | FK Astana         | 12.575    |
| Athletic Bilbao          | 75.142    | Fenerbahçe        | 40.920    | Slovan Liberec      | 22.085    | OGC Nice          | 12.049    |
| Olympiakos               | 70.940    | Sparta Prague     | 40.585    | Celta Vigo          | 21.142    | Zorya Louhansk    | 11.976    |
| Villarreal CF            | 60.142    | PAOK Salonique    | 37.440    | Maccabi Tel-Aviv    | 20.225    | Astra Giurgiu     | 11.076    |
| Ajax Amsterdam           | 58.112    | Steaua Bucarest   | 36.576    | Feyenoord Rotterdam | 19.112    | Konyaspor         | 6.920     |
| Inter Milan              | 58.087    | KRC Genk          | 36.000    | Austria Vienne      | 19.020    | Osmanlispor       | 6.920     |
| ACF Fiorentina           | 57.087    | APOEL Nicosie     | 35.935    | FSV Mayence         | 18.035    | FK Qabala         | 5.225     |
| RSC Anderlecht           | 54.000    | Standard de Liège | 27.500    | FC Zurich           | 17.755    | Hapoël Beer-Sheva | 4.725     |
| Viktoria Plzeň           | 44.585    | AS Saint-Étienne  | 26.049    | Southampton FC      | 16.756    | Dundalk FC        | 2.590     |

Légende des classements
- Qualifié pour les seizièmes de finale

Légende des résultats
- Victoire à domicile
- Match nul
- Victoire à l'extérieur

### Matchs et classements
Les jours de match sont le 15 septembre, le 29 septembre, le 20 octobre, le 3 novembre, le 24 novembre et le 8 décembre 2016.

#### Groupe A
| Rang | Équipe              | Pts | J | G | N | P | Bp | Bc | Diff |  | Résultats (▼ dom., ► ext.) |     |     |     |     |
| ---- | ------------------- | --- | - | - | - | - | -- | -- | ---- |  | -------------------------- | --- | --- | --- | --- |
| 1    | Fenerbahçe SK       | 13  | 6 | 4 | 1 | 1 | 8  | 6  | +2   |  | Fenerbahçe SK              |     | 2-1 | 1-0 | 2-0 |
| 2    | Manchester United   | 12  | 6 | 4 | 0 | 2 | 12 | 4  | +8   |  | Manchester United          | 4-1 |     | 4-0 | 1-0 |
| 3    | Feyenoord Rotterdam | 7   | 6 | 2 | 1 | 3 | 3  | 7  | -4   |  | Feyenoord Rotterdam        | 0-1 | 1-0 |     | 1-0 |
| 4    | Zorya Louhansk      | 2   | 6 | 0 | 2 | 4 | 2  | 8  | -6   |  | Zorya Louhansk             | 1-1 | 0-2 | 1-1 |     |

#### Groupe B
| Rang | Équipe         | Pts | J | G | N | P | Bp | Bc | Diff |  | Résultats (▼ dom., ► ext.) |     |     |     |     |
| ---- | -------------- | --- | - | - | - | - | -- | -- | ---- |  | -------------------------- | --- | --- | --- | --- |
| 1    | APOEL Nicosie  | 12  | 6 | 4 | 0 | 2 | 8  | 6  | +2   |  | APOEL Nicosie              |     | 2-0 | 1-0 | 2-1 |
| 2    | Olympiakos     | 8   | 6 | 2 | 2 | 2 | 7  | 6  | +1   |  | Olympiakos                 | 0-1 |     | 1-1 | 4-1 |
| 3    | BSC Young Boys | 8   | 6 | 2 | 2 | 2 | 7  | 4  | +3   |  | BSC Young Boys             | 3-1 | 0-1 |     | 3-0 |
| 4    | FK Astana      | 5   | 6 | 1 | 2 | 3 | 5  | 11 | -6   |  | FK Astana                  | 2-1 | 1-1 | 0-0 |     |

#### Groupe C
| Rang | Équipe           | Pts | J | G | N | P | Bp | Bc | Diff |  | Résultats (▼ dom., ► ext.) |     |     |     |     |
| ---- | ---------------- | --- | - | - | - | - | -- | -- | ---- |  | -------------------------- | --- | --- | --- | --- |
| 1    | AS Saint-Étienne | 12  | 6 | 3 | 3 | 0 | 8  | 5  | +3   |  | AS Saint-Étienne           |     | 1-1 | 0-0 | 1-0 |
| 2    | RSC Anderlecht   | 11  | 6 | 3 | 2 | 1 | 16 | 8  | +8   |  | RSC Anderlecht             | 2-3 |     | 6-1 | 3-1 |
| 3    | Mayence 05       | 9   | 6 | 2 | 3 | 1 | 8  | 10 | -2   |  | Mayence 05                 | 1-1 | 1-1 |     | 2-0 |
| 4    | FK Qabala        | 0   | 6 | 0 | 0 | 6 | 5  | 14 | -9   |  | FK Qabala                  | 1-2 | 1-3 | 2-3 |     |

#### Groupe D
| Rang | Équipe                   | Pts | J | G | N | P | Bp | Bc | Diff |  | Résultats (▼ dom., ► ext.) |     |     |     |     |
| ---- | ------------------------ | --- | - | - | - | - | -- | -- | ---- |  | -------------------------- | --- | --- | --- | --- |
| 1    | Zénith Saint-Pétersbourg | 15  | 6 | 5 | 0 | 1 | 17 | 8  | +9   |  | Zénith Saint-Pétersbourg   |     | 5-0 | 2-0 | 2-1 |
| 2    | AZ Alkmaar               | 8   | 6 | 2 | 2 | 2 | 6  | 10 | -4   |  | AZ Alkmaar                 | 3-2 |     | 1-2 | 1-1 |
| 3    | Maccabi Tel-Aviv         | 7   | 6 | 2 | 1 | 3 | 7  | 9  | -2   |  | Maccabi Tel-Aviv           | 3-4 | 0-0 |     | 2-1 |
| 4    | Dundalk FC               | 4   | 6 | 1 | 1 | 4 | 5  | 8  | -3   |  | Dundalk FC                 | 1-2 | 0-1 | 1-0 |     |

#### Groupe E
| Rang | Équipe         | Pts | J | G | N | P | Bp | Bc | Diff |  | Résultats (▼ dom., ► ext.) |     |     |     |     |
| ---- | -------------- | --- | - | - | - | - | -- | -- | ---- |  | -------------------------- | --- | --- | --- | --- |
| 1    | AS Rome        | 12  | 6 | 3 | 3 | 0 | 16 | 7  | +9   |  | AS Rome                    |     | 4-0 | 4-1 | 3-3 |
| 2    | Astra Giurgiu  | 8   | 6 | 2 | 2 | 2 | 7  | 10 | -3   |  | Astra Giurgiu              | 0-0 |     | 1-1 | 2-3 |
| 3    | Viktoria Plzeň | 6   | 6 | 1 | 3 | 2 | 7  | 10 | -3   |  | Viktoria Plzeň             | 1-1 | 1-2 |     | 3-2 |
| 4    | Austria Vienne | 5   | 6 | 1 | 2 | 3 | 11 | 14 | -3   |  | Austria Vienne             | 2-4 | 1-2 | 0-0 |     |

#### Groupe F
| Rang | Équipe          | Pts | J | G | N | P | Bp | Bc | Diff |  | Résultats (▼ dom., ► ext.) |     |     |     |     |
| ---- | --------------- | --- | - | - | - | - | -- | -- | ---- |  | -------------------------- | --- | --- | --- | --- |
| 1    | KRC Genk        | 12  | 6 | 4 | 0 | 2 | 13 | 9  | +4   |  | KRC Genk                   |     | 2-0 | 1-0 | 3-1 |
| 2    | Athletic Bilbao | 10  | 6 | 3 | 1 | 2 | 10 | 11 | -1   |  | Athletic Bilbao            | 5-3 |     | 1-0 | 3-2 |
| 3    | Rapid Vienne    | 6   | 6 | 1 | 3 | 2 | 7  | 8  | -1   |  | Rapid Vienne               | 3-2 | 1-1 |     | 1-1 |
| 4    | US Sassuolo     | 5   | 6 | 1 | 2 | 3 | 9  | 11 | -2   |  | US Sassuolo                | 0-2 | 3-0 | 2-2 |     |

#### Groupe G
| Rang | Équipe            | Pts | J | G | N | P | Bp | Bc | Diff |  | Résultats (▼ dom., ► ext.) |     |     |     |     |
| ---- | ----------------- | --- | - | - | - | - | -- | -- | ---- |  | -------------------------- | --- | --- | --- | --- |
| 1    | Ajax Amsterdam    | 14  | 6 | 4 | 2 | 0 | 11 | 6  | +5   |  | Ajax Amsterdam             |     | 3-2 | 1-0 | 2-0 |
| 2    | Celta Vigo        | 9   | 6 | 2 | 3 | 1 | 10 | 7  | +3   |  | Celta Vigo                 | 2-2 |     | 1-1 | 2-0 |
| 3    | Standard de Liège | 7   | 6 | 1 | 4 | 1 | 8  | 6  | +2   |  | Standard de Liège          | 1-1 | 1-1 |     | 2-2 |
| 4    | Panathinaïkos     | 1   | 6 | 0 | 1 | 5 | 3  | 13 | -10  |  | Panathinaïkos              | 1-2 | 0-2 | 0-3 |     |

#### Groupe H
| Rang | Équipe           | Pts | J | G | N | P | Bp | Bc | Diff |  | Résultats (▼ dom., ► ext.) |     |     |     |     |
| ---- | ---------------- | --- | - | - | - | - | -- | -- | ---- |  | -------------------------- | --- | --- | --- | --- |
| 1    | Chakhtar Donetsk | 18  | 6 | 6 | 0 | 0 | 21 | 5  | +16  |  | Chakhtar Donetsk           |     | 5-0 | 2-0 | 4-0 |
| 2    | KAA La Gantoise  | 8   | 6 | 2 | 2 | 2 | 9  | 13 | -4   |  | KAA La Gantoise            | 3-5 |     | 2-2 | 2-0 |
| 3    | SC Braga         | 6   | 6 | 1 | 3 | 2 | 9  | 11 | -2   |  | SC Braga                   | 2-4 | 1-1 |     | 3-1 |
| 4    | Konyaspor        | 1   | 6 | 0 | 1 | 5 | 2  | 12 | -10  |  | Konyaspor                  | 0-1 | 0-1 | 1-1 |     |

#### Groupe I
| Rang | Équipe             | Pts | J | G | N | P | Bp | Bc | Diff |  | Résultats (▼ dom., ► ext.) |     |     |     |     |
| ---- | ------------------ | --- | - | - | - | - | -- | -- | ---- |  | -------------------------- | --- | --- | --- | --- |
| 1    | Schalke 04         | 15  | 6 | 5 | 0 | 1 | 9  | 3  | +6   |  | Schalke 04                 |     | 2-0 | 3-1 | 2-0 |
| 2    | FK Krasnodar       | 7   | 6 | 2 | 1 | 3 | 8  | 8  | 0    |  | FK Krasnodar               | 0-1 |     | 1-1 | 5-2 |
| 3    | Red Bull Salzbourg | 7   | 6 | 2 | 1 | 3 | 6  | 6  | 0    |  | Red Bull Salzbourg         | 2-0 | 0-1 |     | 0-1 |
| 4    | OGC Nice           | 6   | 6 | 2 | 0 | 4 | 5  | 11 | -6   |  | OGC Nice                   | 0-1 | 2-1 | 0-2 |     |

#### Groupe J
| Rang | Équipe         | Pts | J | G | N | P | Bp | Bc | Diff |  | Résultats (▼ dom., ► ext.) |     |     |     |     |
| ---- | -------------- | --- | - | - | - | - | -- | -- | ---- |  | -------------------------- | --- | --- | --- | --- |
| 1    | ACF Fiorentina | 13  | 6 | 4 | 1 | 1 | 15 | 6  | +9   |  | ACF Fiorentina             |     | 2-3 | 5-1 | 3-0 |
| 2    | PAOK Salonique | 10  | 6 | 3 | 1 | 2 | 7  | 6  | +1   |  | PAOK Salonique             | 0-0 |     | 0-1 | 2-0 |
| 3    | Qarabağ FK     | 7   | 6 | 2 | 1 | 3 | 7  | 12 | -5   |  | Qarabağ FK                 | 1-2 | 2-0 |     | 2-2 |
| 4    | Slovan Liberec | 4   | 6 | 1 | 1 | 4 | 7  | 12 | -5   |  | Slovan Liberec             | 1-3 | 1-2 | 3-0 |     |

#### Groupe K
| Rang | Équipe            | Pts | J | G | N | P | Bp | Bc | Diff |  | Résultats (▼ dom., ► ext.) |     |     |     |     |
| ---- | ----------------- | --- | - | - | - | - | -- | -- | ---- |  | -------------------------- | --- | --- | --- | --- |
| 1    | Sparta Prague     | 12  | 6 | 4 | 0 | 2 | 8  | 6  | +2   |  | Sparta Prague              |     | 2-0 | 1-0 | 3-1 |
| 2    | Hapoël Beer-Sheva | 8   | 6 | 2 | 2 | 2 | 6  | 6  | 0    |  | Hapoël Beer-Sheva          | 0-1 |     | 0-0 | 3-2 |
| 3    | Southampton FC    | 8   | 6 | 2 | 2 | 2 | 6  | 4  | +2   |  | Southampton FC             | 3-0 | 1-1 |     | 2-1 |
| 4    | Inter Milan       | 6   | 6 | 2 | 0 | 4 | 7  | 11 | -4   |  | Inter Milan                | 2-1 | 0-2 | 1-0 |     |

#### Groupe L
| Rang | Équipe          | Pts | J | G | N | P | Bp | Bc | Diff |  | Résultats (▼ dom., ► ext.) |     |     |     |     |
| ---- | --------------- | --- | - | - | - | - | -- | -- | ---- |  | -------------------------- | --- | --- | --- | --- |
| 1    | Osmanlıspor     | 10  | 6 | 3 | 1 | 2 | 10 | 7  | +3   |  | Osmanlıspor                |     | 2-2 | 2-0 | 2-0 |
| 2    | Villarreal CF   | 9   | 6 | 2 | 3 | 1 | 9  | 8  | +1   |  | Villarreal CF              | 1-2 |     | 2-1 | 2-1 |
| 3    | FC Zürich       | 6   | 6 | 1 | 3 | 2 | 5  | 7  | -2   |  | FC Zürich                  | 2-1 | 1-1 |     | 0-0 |
| 4    | Steaua Bucarest | 6   | 6 | 1 | 3 | 2 | 5  | 7  | -2   |  | Steaua Bucarest            | 2-1 | 1-1 | 1-1 |     |

## Phase finale

### Qualification et tirage au sort
Beşiktaş
 Fenerbahçe
Les douze premiers et deuxièmes de la phase de groupes de la Ligue Europa, rejoints par les huit équipes ayant terminé troisièmes de leur groupe en Ligue des champions, participent à la phase finale de la Ligue Europa qui débute par des seizièmes de finale.
Le tirage au sort des seizièmes de finale est organisé de telle sorte que :
- les clubs d'une même association ne peuvent se rencontrer ;
- les membres d'un même groupe ne peuvent se rencontrer ;
- une tête de série est toujours opposée à une non-tête de série ;
- le match retour a lieu au domicile du club tête de série.

Les tirages au sort des tours suivants n'ont aucune restriction.
| Groupe | 1er de groupe - Tête de série | 2e de groupe - Non-tête de série |
| ------ | ----------------------------- | -------------------------------- |
| A      | Fenerbahçe SK                 | Manchester United                |
| B      | APOEL Nicosie                 | Olympiakos                       |
| C      | AS Saint-Étienne              | RSC Anderlecht                   |
| D      | Zénith Saint-Pétersbourg      | AZ Alkmaar                       |
| E      | AS Rome                       | Astra Giurgiu                    |
| F      | KRC Genk                      | Athletic Bilbao                  |
| G      | Ajax Amsterdam                | Celta Vigo                       |
| H      | Chakhtar Donetsk              | KAA La Gantoise                  |
| I      | Schalke 04                    | FK Krasnodar                     |
| J      | ACF Fiorentina                | PAOK Salonique                   |
| K      | Sparta Prague                 | Hapoël Beer-Sheva                |
| L      | Osmanlıspor                   | Villarreal CF                    |

Classement des troisièmes de poules en Ligue des champions.
 
Les quatre meilleurs repêchés de Ligue des champions sont têtes de série (en jaune foncé).
| Rang | Équipe                            | Pts | J | G | N | P | Bp | Bc | Diff |
| ---- | --------------------------------- | --- | - | - | - | - | -- | -- | ---- |
| 1    | FC Copenhague (Grp. G)            | 9   | 6 | 2 | 3 | 1 | 7  | 2  | +5   |
| 2    | Olympique lyonnais (Grp. H)       | 8   | 6 | 2 | 2 | 2 | 5  | 3  | +2   |
| 3    | Tottenham Hotspur (Grp. E)        | 7   | 6 | 2 | 1 | 3 | 6  | 6  | 0    |
| 4    | Beşiktaş JK (Grp. B)              | 7   | 6 | 1 | 4 | 1 | 9  | 14 | -5   |
| 5    | FK Rostov (Grp. D)                | 5   | 6 | 1 | 2 | 3 | 6  | 12 | -6   |
| 6    | Borussia Mönchengladbach (Grp. C) | 5   | 6 | 1 | 2 | 3 | 5  | 12 | -7   |
| 7    | Legia Varsovie (Grp. F)           | 4   | 6 | 1 | 1 | 4 | 9  | 24 | -15  |
| 8    | Ludogorets Razgrad (Grp. A)       | 3   | 6 | 0 | 3 | 3 | 6  | 15 | -9   |

### Seizièmes de finale
Le tirage au sort des seizièmes de finale prend place le 12 décembre 2016. Les matchs aller se jouent le 16 février et les matchs retour les 22 et 23 février 2017.
| Équipe                   | Aller | Total  | Retour   | Équipe                   |
| ------------------------ | ----- | ------ | -------- | ------------------------ |
| Athletic Bilbao          | 3 - 2 | 3 - 4  | 0 - 2    | APOEL Nicosie            |
| Legia Varsovie           | 0 - 0 | 0 - 1  | 0 - 1    | Ajax Amsterdam           |
| RSC Anderlecht           | 2 - 0 | 3E - 3 | 1 - 3    | Zénith Saint-Pétersbourg |
| Astra Giurgiu            | 2 - 2 | 2 - 3  | 0 - 1    | KRC Genk                 |
| Manchester United        | 3 - 0 | 4 - 0  | 1 - 0    | AS Saint-Étienne         |
| Villarreal CF            | 0 - 4 | 1 - 4  | 1 - 0    | AS Rome                  |
| Ludogorets Razgrad       | 1 - 2 | 1 - 2  | 0 - 0    | FC Copenhague            |
| Celta Vigo               | 0 - 1 | 2 - 1  | 2 - 0 ap | Chakhtar Donetsk         |
| Olympiakos               | 0 - 0 | 3 - 0  | 3 - 0    | Osmanlıspor              |
| KAA La Gantoise          | 1 - 0 | 3 - 2  | 2 - 2    | Tottenham Hotspur        |
| FK Rostov                | 4 - 0 | 5 - 1  | 1 - 1    | Sparta Prague            |
| FK Krasnodar             | 1 - 0 | 2 - 1  | 1 - 1    | Fenerbahçe SK            |
| Borussia Mönchengladbach | 0 - 1 | 4 - 3  | 4 - 2    | ACF Fiorentina           |
| AZ Alkmaar               | 1 - 4 | 2 - 11 | 1 - 7    | Olympique lyonnais       |
| Hapoël Beer-Sheva        | 1 - 3 | 2 - 5  | 1 - 2    | Beşiktaş JK              |
| PAOK Salonique           | 0 - 3 | 1 - 4  | 1 - 1    | Schalke 04               |

### Tableau final
|  | Huitièmes de finale      | Huitièmes de finale      | Huitièmes de finale | Huitièmes de finale |                               |                               | Quarts de finale | Quarts de finale | Quarts de finale | Quarts de finale |  |  | Demi-finales | Demi-finales | Demi-finales | Demi-finales |  |  | Finale                                 | Finale | Finale | Finale |
|  |                          |                          |                     |                     |                               |                               |                  |                  |                  |                  |  |  |              |              |              |              |  |  |                                        |        |        |        |
|  |                          |                          |                     |                     |                               |                               |                  |                  |                  |                  |  |  |              |              |              |              |  |  | 24 mai 2017 - Friends Arena, Stockholm |        |        |        |
|  | FC Copenhague            | FC Copenhague            | 2                   | 0                   |                               |                               |                  |                  |                  |                  |  |  |              |              |              |              |  |  |                                        |        |        |        |
|  | FC Copenhague            | FC Copenhague            | 2                   | 0                   |                               |                               |                  |                  |                  |                  |  |  |              |              |              |              |  |  |                                        |        |        |        |
|  | Ajax Amsterdam           | Ajax Amsterdam           | 1                   | 2                   |                               |                               |                  |                  |                  |                  |  |  |              |              |              |              |  |  |                                        |        |        |        |
|  | Ajax Amsterdam           | Ajax Amsterdam           | 1                   | 2                   | Ajax Amsterdam                | Ajax Amsterdam                | 2                | 2                |                  |                  |  |  |              |              |              |              |  |  |                                        |        |        |        |
|  |                          |                          |                     |                     | Ajax Amsterdam                | Ajax Amsterdam                | 2                | 2                |                  |                  |  |  |              |              |              |              |  |  |                                        |        |        |        |
|  |                          |                          | Schalke 04          | Schalke 04          | 0                             | 3                             |                  |                  |                  |                  |  |  |              |              |              |              |  |  |                                        |        |        |        |
|  | Schalke 04               | Schalke 04               | Schalke 04          | Schalke 04          | 0                             | 3                             | 1                | 2                |                  |                  |  |  |              |              |              |              |  |  |                                        |        |        |        |
|  | Schalke 04               | Schalke 04               |                     |                     |                               |                               |                  | 2                |                  |                  |  |  |              |              |              |              |  |  |                                        |        |        |        |
|  | Borussia Mönchengladbach | Borussia Mönchengladbach | 1                   | 2                   |                               |                               |                  |                  |                  |                  |  |  |              |              |              |              |  |  |                                        |        |        |        |
|  | Borussia Mönchengladbach | Borussia Mönchengladbach | 1                   | 2                   | Ajax Amsterdam                | Ajax Amsterdam                | 4                | 1                |                  |                  |  |  |              |              |              |              |  |  |                                        |        |        |        |
|  |                          |                          |                     |                     | Ajax Amsterdam                | Ajax Amsterdam                | 4                | 1                |                  |                  |  |  |              |              |              |              |  |  |                                        |        |        |        |
|  |                          |                          | Olympique lyonnais  | Olympique lyonnais  | 1                             | 3                             |                  |                  |                  |                  |  |  |              |              |              |              |  |  |                                        |        |        |        |
|  | Olympique lyonnais       | Olympique lyonnais       | Olympique lyonnais  | Olympique lyonnais  | 1                             | 3                             | 4                | 1                |                  |                  |  |  |              |              |              |              |  |  |                                        |        |        |        |
|  | Olympique lyonnais       | Olympique lyonnais       |                     |                     |                               |                               |                  | 1                |                  |                  |  |  |              |              |              |              |  |  |                                        |        |        |        |
|  | AS Rome                  | AS Rome                  | 2                   | 2                   |                               |                               |                  |                  |                  |                  |  |  |              |              |              |              |  |  |                                        |        |        |        |
|  | AS Rome                  | AS Rome                  | 2                   | 2                   | Olympique lyonnais (t. a. b.) | Olympique lyonnais (t. a. b.) | 2                | 1 (7)            |                  |                  |  |  |              |              |              |              |  |  |                                        |        |        |        |
|  |                          |                          |                     |                     | Olympique lyonnais (t. a. b.) | Olympique lyonnais (t. a. b.) | 2                | 1 (7)            |                  |                  |  |  |              |              |              |              |  |  |                                        |        |        |        |
|  |                          |                          | Beşiktaş JK         | Beşiktaş JK         | 1                             | 2 (6)                         |                  |                  |                  |                  |  |  |              |              |              |              |  |  |                                        |        |        |        |
|  | Olympiakos               | Olympiakos               | Beşiktaş JK         | Beşiktaş JK         | 1                             | 2 (6)                         | 1                | 1                |                  |                  |  |  |              |              |              |              |  |  |                                        |        |        |        |
|  | Olympiakos               | Olympiakos               |                     |                     |                               |                               |                  | 1                |                  |                  |  |  |              |              |              |              |  |  |                                        |        |        |        |
|  | Beşiktaş JK              | Beşiktaş JK              | 1                   | 4                   |                               |                               |                  |                  |                  |                  |  |  |              |              |              |              |  |  |                                        |        |        |        |
|  | Beşiktaş JK              | Beşiktaş JK              | 1                   | 4                   | Ajax Amsterdam                | Ajax Amsterdam                | 0                | 0                |                  |                  |  |  |              |              |              |              |  |  |                                        |        |        |        |
|  |                          |                          |                     |                     | Ajax Amsterdam                | Ajax Amsterdam                | 0                | 0                |                  |                  |  |  |              |              |              |              |  |  |                                        |        |        |        |
|  |                          |                          | Manchester United   | Manchester United   | 2                             | 2                             |                  |                  |                  |                  |  |  |              |              |              |              |  |  |                                        |        |        |        |
|  | Celta Vigo               | Celta Vigo               | Manchester United   | Manchester United   | 2                             | 2                             | 2                | 2                |                  |                  |  |  |              |              |              |              |  |  |                                        |        |        |        |
|  | Celta Vigo               | Celta Vigo               |                     |                     |                               |                               |                  | 2                |                  |                  |  |  |              |              |              |              |  |  |                                        |        |        |        |
|  | FK Krasnodar             | FK Krasnodar             | 1                   | 0                   |                               |                               |                  |                  |                  |                  |  |  |              |              |              |              |  |  |                                        |        |        |        |
|  | FK Krasnodar             | FK Krasnodar             | 1                   | 0                   | Celta Vigo                    | Celta Vigo                    | 3                | 1                |                  |                  |  |  |              |              |              |              |  |  |                                        |        |        |        |
|  |                          |                          |                     |                     | Celta Vigo                    | Celta Vigo                    | 3                | 1                |                  |                  |  |  |              |              |              |              |  |  |                                        |        |        |        |
|  |                          |                          | KRC Genk            | KRC Genk            | 2                             | 1                             |                  |                  |                  |                  |  |  |              |              |              |              |  |  |                                        |        |        |        |
|  | KAA La Gantoise          | KAA La Gantoise          | KRC Genk            | KRC Genk            | 2                             | 1                             | 2                | 1                |                  |                  |  |  |              |              |              |              |  |  |                                        |        |        |        |
|  | KAA La Gantoise          | KAA La Gantoise          |                     |                     |                               |                               |                  | 1                |                  |                  |  |  |              |              |              |              |  |  |                                        |        |        |        |
|  | KRC Genk                 | KRC Genk                 | 5                   | 1                   |                               |                               |                  |                  |                  |                  |  |  |              |              |              |              |  |  |                                        |        |        |        |
|  | KRC Genk                 | KRC Genk                 | 5                   | 1                   | Celta Vigo                    | Celta Vigo                    | 0                | 1                |                  |                  |  |  |              |              |              |              |  |  |                                        |        |        |        |
|  |                          |                          |                     |                     | Celta Vigo                    | Celta Vigo                    | 0                | 1                |                  |                  |  |  |              |              |              |              |  |  |                                        |        |        |        |
|  |                          |                          | Manchester United   | Manchester United   | 1                             | 1                             |                  |                  |                  |                  |  |  |              |              |              |              |  |  |                                        |        |        |        |
|  | APOEL Nicosie            | APOEL Nicosie            | Manchester United   | Manchester United   | 1                             | 1                             | 0                | 0                |                  |                  |  |  |              |              |              |              |  |  |                                        |        |        |        |
|  | APOEL Nicosie            | APOEL Nicosie            |                     |                     |                               |                               |                  | 0                |                  |                  |  |  |              |              |              |              |  |  |                                        |        |        |        |
|  | RSC Anderlecht           | RSC Anderlecht           | 1                   | 1                   |                               |                               |                  |                  |                  |                  |  |  |              |              |              |              |  |  |                                        |        |        |        |
|  | RSC Anderlecht           | RSC Anderlecht           | 1                   | 1                   | RSC Anderlecht                | RSC Anderlecht                | 1                | 1                |                  |                  |  |  |              |              |              |              |  |  |                                        |        |        |        |
|  |                          |                          |                     |                     | RSC Anderlecht                | RSC Anderlecht                | 1                | 1                |                  |                  |  |  |              |              |              |              |  |  |                                        |        |        |        |
|  |                          |                          | Manchester United   | Manchester United   | 1                             | 2                             |                  |                  |                  |                  |  |  |              |              |              |              |  |  |                                        |        |        |        |
|  | FK Rostov                | FK Rostov                | Manchester United   | Manchester United   | 1                             | 2                             | 1                | 0                |                  |                  |  |  |              |              |              |              |  |  |                                        |        |        |        |
|  | FK Rostov                | FK Rostov                |                     |                     |                               |                               |                  | 0                |                  |                  |  |  |              |              |              |              |  |  |                                        |        |        |        |
|  | Manchester United        | Manchester United        | 1                   | 1                   |                               |                               |                  |                  |                  |                  |  |  |              |              |              |              |  |  |                                        |        |        |        |
|  | Manchester United        | Manchester United        | 1                   | 1                   |                               |                               |                  |                  |                  |                  |  |  |              |              |              |              |  |  |                                        |        |        |        |
|  |                          |                          |                     |                     |                               |                               |                  |                  |                  |                  |  |  |              |              |              |              |  |  |                                        |        |        |        |

### Huitièmes de finale
Le tirage au sort des huitièmes de finale prend place le 24 février 2017. Les matchs aller se jouent le 9 mars et les matchs retour le 16 mars 2017.
| Équipe             | Aller | Total  | Retour | Équipe                   |
| ------------------ | ----- | ------ | ------ | ------------------------ |
| Celta Vigo         | 2 - 1 | 4 - 1  | 2 - 0  | FK Krasnodar             |
| APOEL Nicosie      | 0 - 1 | 0 - 2  | 0 - 1  | RSC Anderlecht           |
| Schalke 04         | 1 - 1 | 3E - 3 | 2 - 2  | Borussia Mönchengladbach |
| Olympique lyonnais | 4 - 2 | 5 - 4  | 1 - 2  | AS Rome                  |
| FK Rostov          | 1 - 1 | 1 - 2  | 0 - 1  | Manchester United        |
| Olympiakos         | 1 - 1 | 2 - 5  | 1 - 4  | Beşiktaş JK              |
| KAA La Gantoise    | 2 - 5 | 3 - 6  | 1 - 1  | KRC Genk                 |
| FC Copenhague      | 2 - 1 | 2 - 3  | 0 - 2  | Ajax Amsterdam           |

### Quarts de finale
Le tirage au sort des quarts de finale prend place le 17 mars 2017. Les matchs aller se jouent le 13 avril et les matchs retour le 20 avril 2017.
| Équipe             | Aller | Total             | Retour   | Équipe            |
| ------------------ | ----- | ----------------- | -------- | ----------------- |
| RSC Anderlecht     | 1 - 1 | 2 - 3             | 1 - 2 ap | Manchester United |
| Celta Vigo         | 3 - 2 | 4 - 3             | 1 - 1    | KRC Genk          |
| Ajax Amsterdam     | 2 - 0 | 4 - 3             | 2 - 3 ap | Schalke 04        |
| Olympique lyonnais | 2 - 1 | 3 - 3 (7 - 6 tab) | 1 - 2 ap | Beşiktaş JK       |

### Demi-finales
Le tirage au sort des demi-finales aura lieu le 21 avril 2017. Les matchs aller se jouent les 3 et 4 mai et les matchs retour le 11 mai 2017.
| Équipe         | Aller | Total | Retour | Équipe             |
| -------------- | ----- | ----- | ------ | ------------------ |
| Ajax Amsterdam | 4 - 1 | 5 - 4 | 1 - 3  | Olympique lyonnais |
| Celta Vigo     | 0 - 1 | 1 - 2 | 1 - 1  | Manchester United  |

### Finale
La finale est jouée le mercredi 24 mai 2017 à la Friends Arena à Solna.
| Club           | Score | Club              |
| -------------- | ----- | ----------------- |
| Ajax Amsterdam | 0 - 2 | Manchester United |

## Classements annexes
- Statistiques officielles de l'UEFA.
- Rencontres de qualification non-incluses.

### Meilleurs buteurs
| Rang | Buteur              | Club                     | Buts | Minutes jouées |
| ---- | ------------------- | ------------------------ | ---- | -------------- |
| 1    | Edin Dzeko          | AS Roma                  | 8    | 524            |
| 1    | Giuliano            | Zénith Saint-Pétersbourg | 8    | 710            |
| 3    | Aritz Aduriz        | Athletic Bilbao          | 7    | 484            |
| 4    | Alexandre Lacazette | Olympique lyonnais       | 6    | 537            |
| 5    | Henrik Mkhitaryan   | Manchester United        | 6    | 817            |
| 6    | Kasper Dolberg      | Ajax Amsterdam           | 6    | 933            |
| 7    | Guillaume Hoarau    | BSC Young Boys           | 5    | 342            |
| 8    | Nikola Kalinić      | ACF Fiorentina           | 5    | 496            |
| 9    | Łukasz Teodorczyk   | RSC Anderlecht           | 5    | 673            |
| 10   | Iago Aspas          | Celta de Vigo            | 5    | 865            |

### Meilleurs passeurs
| Rang | Passeur            | Club                     | Passes | Minutes jouées |
| ---- | ------------------ | ------------------------ | ------ | -------------- |
| 1    | Bořek Dočkal       | Sparta Prague            | 6      | 537            |
| 2    | Francesco Totti    | AS Roma                  | 5      | 384            |
| 3    | Giuliano           | Zénith Saint-Pétersbourg | 5      | 710            |
| 4    | Talisca            | Beşiktaş JK              | 4      | 496            |
| 5    | Nikola Kalinić     | ACF Fiorentina           | 4      | 496            |
| 6    | Nabil Fekir        | Olympique lyonnais       | 4      | 518            |
| 7    | Marlos             | Chakhtar Donetsk         | 4      | 612            |
| 8    | Sofiane Hanni      | RSC Anderlecht           | 4      | 674            |
| 9    | Marcus Rashford    | Manchester United        | 4      | 767            |
| 10   | Zlatan Ibrahimović | Manchester United        | 4      | 897            |
| 11   | Hakim Ziyech       | Ajax Amsterdam           | 4      | 998            |

### Distinctions
- Joueur de la saison :  Paul Pogba

## Nombre d'équipes par association et par tour
L'ordre des fédérations est établi suivant le classement UEFA des pays en 2016. Les clubs repêchés de la Ligue des champions apparaissent en italique.
| Association  |       | Barrages                            | +   | Phase de groupes                          | +  | Seizièmes de finale                 | Huitièmes de finale             | Quarts de finale   | Demi-finales | Finale     |  |
| ------------ | ----- | ----------------------------------- | --- | ----------------------------------------- | -- | ----------------------------------- | ------------------------------- | ------------------ | ------------ | ---------- |  |
| Espagne      |       |                                     | +3  | 3 Bilbao, Celta, Villarreal               |    | 3 Bilbao, Celta, Villarreal         | 1 Celta                         | 1 Celta            | 1 Celta      |            |  |
| Allemagne    |       |                                     | +2  | 2 Mayence, Schalke                        | +1 | 2 M'gladbach, Schalke               | 2 M'gladbach, Schalke           | 1 Schalke          |              |            |  |
| Angleterre   |       | 1 West Ham                          | +2  | 2 Man. Utd, Southampton                   | +1 | 2 Man. Utd, Tottenham               | 1 Man. Utd                      | 1 Man. Utd         | 1 Man. Utd   | 1 Man. Utd |  |
| Italie       |       | 1 Sassuolo                          | +3  | 4 ACF Fiorentina, Inter, Rome, Sassuolo   |    | 2 ACF Fiorentina, Rome              | 1 Rome                          |                    |              |            |  |
| Portugal     |       | 1 Arouca                            | +1  | 1 Braga                                   |    |                                     |                                 |                    |              |            |  |
| France       |       | 1 ASSE                              | +1  | 2 ASSE, Nice                              | +1 | 2 ASSE, Lyon                        | 1 Lyon                          | 1 Lyon             | 1 Lyon       |            |  |
| Russie       |       | 1 Krasnodar                         | +1  | 2 Krasnodar, Zénith                       | +1 | 3 Krasnodar, Rostov, Zénith         | 2 Krasnodar, Rostov             |                    |              |            |  |
| Ukraine      |       | 1 Donetsk                           | +1  | 2 Donetsk, Louhansk                       |    | 1 Donetsk                           |                                 |                    |              |            |  |
| Belgique     |       | 3 Anderlecht, Genk, La Gantoise     | +1  | 4 Anderlecht, Genk, La Gantoise, Standard |    | 3 Anderlecht, Genk, La Gantoise     | 3 Anderlecht, Genk, La Gantoise | 2 Anderlecht, Genk |              |            |  |
| Pays-Bas     |       | 1 AZ                                | +2  | 3 Ajax, AZ, Feyenoord                     |    | 2 Ajax, AZ                          | 1 Ajax                          | 1 Ajax             | 1 Ajax       | 1 Ajax     |  |
| Turquie      |       | 3 Fenerbahçe, İstanbul, Osmanlıspor | +1  | 3 Fenerbahçe, Konyaspor, Osmanlıspor      | +1 | 3 Fenerbahçe, Beşiktaş, Osmanlıspor | 1 Beşiktaş                      | 1 Beşiktaş         |              |            |  |
| Suisse       |       | 1 Grasshopper                       | +2  | 2 Young Boys, Zurich                      |    |                                     |                                 |                    |              |            |  |
| Rép. tchèque |       | 3 Liberec, Slavia, Sparta           | +1  | 3 Liberec, Sparta, Plzeň                  |    | 1 Sparta                            |                                 |                    |              |            |  |
| Grèce        |       | 3 Olympiakos, Panathinaïkos, PAOK   |     | 3 Olympiakos, Panathinaïkos, PAOK         |    | 2 Olympiakos, PAOK                  | 1 Olympiakos                    |                    |              |            |  |
| Roumanie     |       | 1 Astra                             | +1  | 2 Astra, Steaua                           |    | 1 Astra                             |                                 |                    |              |            |  |
| Autriche     |       | 2 Austria, Rapid                    | +1  | 3 Austria, Rapid, Salzbourg               |    |                                     |                                 |                    |              |            |  |
| Croatie      |       | 2 Lokomotiva, Split                 |     |                                           |    |                                     |                                 |                    |              |            |  |
| Pologne      |       |                                     |     |                                           | +1 | 1 Legia                             |                                 |                    |              |            |  |
| Chypre       |       | 1 Larnaca                           | +1  | 1 APOEL                                   |    | 1 APOEL                             | 1 APOEL                         |                    |              |            |  |
| Biélorussie  |       | 1 BATE                              |     |                                           |    |                                     |                                 |                    |              |            |  |
| Suède        |       | 1 Göteborg                          |     |                                           |    |                                     |                                 |                    |              |            |  |
| Norvège      |       | 1 Rosenborg                         |     |                                           |    |                                     |                                 |                    |              |            |  |
| Israël       |       | 2 Beitar, Tel-Aviv                  | +1  | 2 Beer-Sheva, Tel-Aviv                    |    | 1 Beer-Sheva                        |                                 |                    |              |            |  |
| Danemark     |       | 3 Brøndby, Midtjylland, SønderjyskE |     |                                           | +1 | 1 Copenhague                        | 1 Copenhague                    |                    |              |            |  |
| Azerbaïdjan  |       | 2 Qabala, Qarabağ                   |     | 2 Qabala, Qarabağ                         |    |                                     |                                 |                    |              |            |  |
| Serbie       |       | 2 Étoile rouge, Vojvodina           |     |                                           |    |                                     |                                 |                    |              |            |  |
| Kazakhstan   |       | 1 Astana                            |     | 1 Astana                                  |    |                                     |                                 |                    |              |            |  |
| Bulgarie     |       |                                     |     |                                           | +1 | 1 Ludogorets                        |                                 |                    |              |            |  |
| Slovénie     |       | 1 Maribor                           |     |                                           |    |                                     |                                 |                    |              |            |  |
| Slovaquie    |       | 1 Trenčín                           |     |                                           |    |                                     |                                 |                    |              |            |  |
| Géorgie      |       | 1 Tbilissi                          |     |                                           |    |                                     |                                 |                    |              |            |  |
| Albanie      |       | 1 Partizani                         |     |                                           |    |                                     |                                 |                    |              |            |  |
| Macédoine    |       | 1 Shkëndija                         |     |                                           |    |                                     |                                 |                    |              |            |  |
| Irlande      |       |                                     | +1  | 1 Dundalk                                 |    |                                     |                                 |                    |              |            |  |
| Total        | Total | 44                                  | +26 | 48                                        | +8 | 32                                  | 16                              | 8                  | 4            | 2          |  |